# Helmuth Karl Bernhard von Moltke
Bá tước Helmuth Karl Bernhard Graf von Moltke  (26 tháng 10 năm 1800 tại Parchim, Mecklenburg-Schwerin – 24 tháng 4 năm 1891 tại Berlin, Phổ) là một thống chế Phổ và đế quốc Đức. Ông làm Tổng Tham mưu trưởng quân đội Phổ–Đức trong 30 năm, từ năm 1857 đến 1887, và được công nhận rộng rãi là "nhà tổ chức quân sự xuất sắc nhất thế kỷ 19 sau Napoléon".. Moltke là người có công đầu trong việc phát triển Bộ Tổng tham mưu Đức thành một cơ cấu chỉ huy quân sự rất hiệu quả, khiến các nước châu Âu khác phải dụng tâm học hỏi. Không những thế, ông còn dẫn dắt quân đội Phổ giành chiến thắng trong các cuộc chiến tranh thống nhất nước Đức, góp phần đưa nước Đức thành một cường quốc hàng đầu ở châu Âu, và hỗ trợ đắc lực cho các nước đi chính trị của thủ tướng Otto von Bismarck. Ông thường được biết đến là Moltke Lớn (Moltke der Ältere) để phân biệt với người cháu gọi ông bằng bác là Helmuth Johannes Ludwig von Moltke - tổng tham mưu trưởng Đức trong thời kỳ đầu Chiến tranh thế giới thứ nhất.
Moltke xuất thân từ một gia đình quý tộc Bắc Đức, sau di cư sang Đan Mạch và gia nhập quân đội nước này. Năm 1822, ông xin bỏ quân đội Đan Mạch và theo học Học viện Quân sự Phổ. Khác với hình ảnh thông thường của một nhà quân phiệt Phổ, Moltke thông thạo các môn văn hóa, lịch sử. Ông nhận chức vụ đầu tiên trong Bộ Tổng tham mưu vào năm 1828, rồi sang năm 1855, ông trở thành sĩ quan phụ tá của vương tử Friedrich. Dù chưa từng chỉ huy một đơn vị tác chiến nào, năng lực và mối quan hệ gần gũi của Moltke với vương tộc đã khiến ông được Wilhelm I bổ nhiệm làm Tổng Tham mưu trưởng Quân đội Phổ năm 1857. Cùng Thủ tướng Otto von Bismarck và Bộ trưởng Chiến tranh Albrecht von Roon, ông đã thay đổi cơ cấu quân sự Phổ. Ông phát triển một hệ thống chỉ huy trong đó các sĩ quan tham mưu có thể phối hợp tác chiến với đơn vị của mình hầu như là tự động theo bản năng, mà không cần chỉ thị đặc biệt từ các tư lệnh cấp cao. Ông còn đặt ra mục tiêu cho cơ cấu này, là phải tổ chức và chỉ đạo thành công những trận đánh hủy diệt, đánh quỵ hoàn toàn quân chủ lực địch và dứt điểm chiến tranh. Để làm được như vậy, ông đã tận dụng những phát minh khoa học như đường sắt và điện báo nhằm nhanh chóng vận chuyển các đạo quân quy mô lớn về điểm tập kết.
Trong 3 cuộc chiến tranh thống nhất nước Đức (1864-1871), Moltke đều là người phác thảo kế hoạch tác chiến của quân đội Phổ. Kế hoạch của ông trong chiến tranh Đức-Đan Mạch năm 1864 đã không được triển khai hợp lý, làm thắng lợi của Phổ không được nhanh gọn như mong muốn của Moltke. Hai năm sau ông được giao cả quyền bày biện kế hoạch lẫn chỉ đạo chiến dịch trong hai cuộc chống Áo năm 1866 và chống Pháp các năm 1870 – 1871. Dưới sự lãnh đạo chính trị của Bismarck và sự chỉ huy quân sự của Roon, Moltke, quân đội Phổ đã đánh tan đại quân Áo trong trận Königgrätz chỉ 19 ngày sau khi hai nước tuyên chiến trong mùa hè 1866, và bắt gọn cánh quân chủ lực của Pháp trong trận Sedan 7 tuần 2 ngày sau khi khai chiến (1870). Sau chiến thắng, Moltke được phong hàm Thống chế; ông tiếp tục lãnh đạo Bộ Tổng tham mưu và ra sức củng cố thực lực quân sự Đức, đồng thời tích cực tham gia chính trị. Ông cũng kêu gọi các nhà chính trị, quân sự đàn em không nên thực hiện chính sách đối ngoại hung hăng, kẻo đưa tới một cuộc chiến lan rộng châu Âu. Sau khi Moltke chết, những cảnh báo này đã bị phớt lờ, song các sách lược quân sự, chính trị của Bismarck và Moltke đã khiến nước Đức hòa bình trong hơn một nửa thế kỷ.

## Đầu đời
Helmuth von Moltke chào đời tại thị trấn Parchim, Mecklenburg-Schwerin (bây giờ thuộc bang Mecklenburg-Vorpommern, trong một gia đình quý tộc, là con trai của Friedrich Philipp Victor von Moltke (1768 – 1845) và bà Sophie Henriette Paschen, con gái của một thương gia người Lübeck. Ông Friedrich von Moltke làm sĩ quan Trung đoàn Bộ binh số 25 Möllendorf từ năm 1786. Mặc dù ông mô tả những năm tháng phục vụ binh nghiệp của mình là "vô cùng hạnh phúc", Friedrich đã rời quân ngũ vào tháng 9 năm 1796 để cưới Henriette vào tháng 5 năm sau. Sau đó, Friedrich khởi đầu sự nghiệp của mình như một địa chủ nông dân. Ông đã mua một nông trang gần Wittstock, nơi ông sinh sống cùng gia đình mình, đến khi bán nông trang này và dời đến Parchim để sống với người anh, Helmuth, là một sĩ quan quân đội Phổ. Tại đây, người con thứ ba của Friedrich chào đời vào năm 1800 và được đặt theo tên của người bác, Helmuth. Năm 1801, Friedrich lại mua một điền trang ở Gnewitz và cư ngụ với gia đình ở đây cho đến năm 1803, khi ông bán điền trang này và dời đến Lübeck. Năm 1805, Friedrich mua điền trang Augustenhof tại tỉnh Holstein lân cận, nhưng do tình trạng xuống cấp của điền trang này, bà Heinriette và các con ở lại Lübeck đợi Friedrich xây ngôi nhà mới.
Gia đình trở nên bần cùng trong cuộc Chiến tranh Liên minh thứ sáu, khi quân Pháp kéo vào Lübeck, đốt nhà của Friedrich ở thôn quê và cướp phá nhà ông ở thị trấn của Lübeck. Helmuth đã sinh trưởng trong hoàn cảnh rất khó khăn. Lên 9 tuổi, ông vào học nội trú ở Hohenfelde tại Holstein. Hoàn cảnh nghèo nàn của gia đình đã bắt buộc Moltke và các anh là Wilhelm và Friedrich "phải trở thành lính". Cũng chính cảnh sống khó khăn này đã định hình phong cách sống đạm bạc của Moltke – lối sống mà ông vẫn còn giữ ngay cả khi trở thành Thống chế và "vị tướng vĩ đại nhất trong lịch sử Phổ". Năm 1811, nhằm định hướng con mình đến sự nghiệp phục vụ quân đội Đan Mạch, ông Friedrich gửi Helmuth vào học Trường Thiếu sinh quân tại Copenhagen. Moltke từng mô tả ngôi trường quân sự này là "khắt khe, thậm chí khắc nghiệt". Sau khi hoàn tất việc học tập của mình, Moltke được phong cấp hàm Thiếu úy vào ngày 20 tháng 1 năm 1818 và phục vụ trong Trung đoàn Bộ binh Oldenburg ở Rendsburg. Nhưng Moltke là người có tài năng và tham vọng to lớn. Nhận thấy quân đội Phổ sẽ đem lại cơ hội thăng tiến và lương bổng tốt hơn cho mình, sau khi phục vụ quân đội Đan Mạch được ba năm, ông xin và được chấp thuận gia nhập quân đội Phổ. Sau khi vượt qua các bài thi tuyển sĩ quan khó khăn (người ra đề là thống chế Gneisenau), ông trở thành thiếu úy trong Trung đoàn Bộ số 8, đóng đồn tại Frankfurt (Oder).
Moltke thông hiểu nghệ thuật quân sự đến mức chỉ trong năm sau, ông đã vượt qua các kỳ kiểm tra chất lượng của Trường Chiến tranh Tổng hợp ở Berlin (Allgemeine Kriegsschule, sau này gọi là Học viện Quân sự Phổ – Kriegsakademie). Tại đây, Moltke được mệnh danh là một "con chuột thư viện", ông học rất cần mẫn và giỏi ngoại ngữ (mẹ ông là một nhà ngôn ngữ học uyên bác). Nhà lý luận quân sự nổi tiếng Karl von Clausewitz làm Hiệu trưởng nhà trường trong thời gian này. Nhưng Moltke có lẽ chưa hề, hoặc là hiếm khi tiếp xúc với Clausewitz, do công việc của Clausewitz là quản lý chứ không phải giảng dạy. Clausewitz không thể gây ảnh hưởng đáng kể đến các học viên trong trường mặc dù ông rất muốn làm điều đó. Sau ba năm học, Moltke tốt nghiệp Trường Chiến tranh Tổng hợp vào năm 1826 với số điểm đứng đầu lớp.

## Sự nghiệp ban đầu và sự đam mê văn hóa

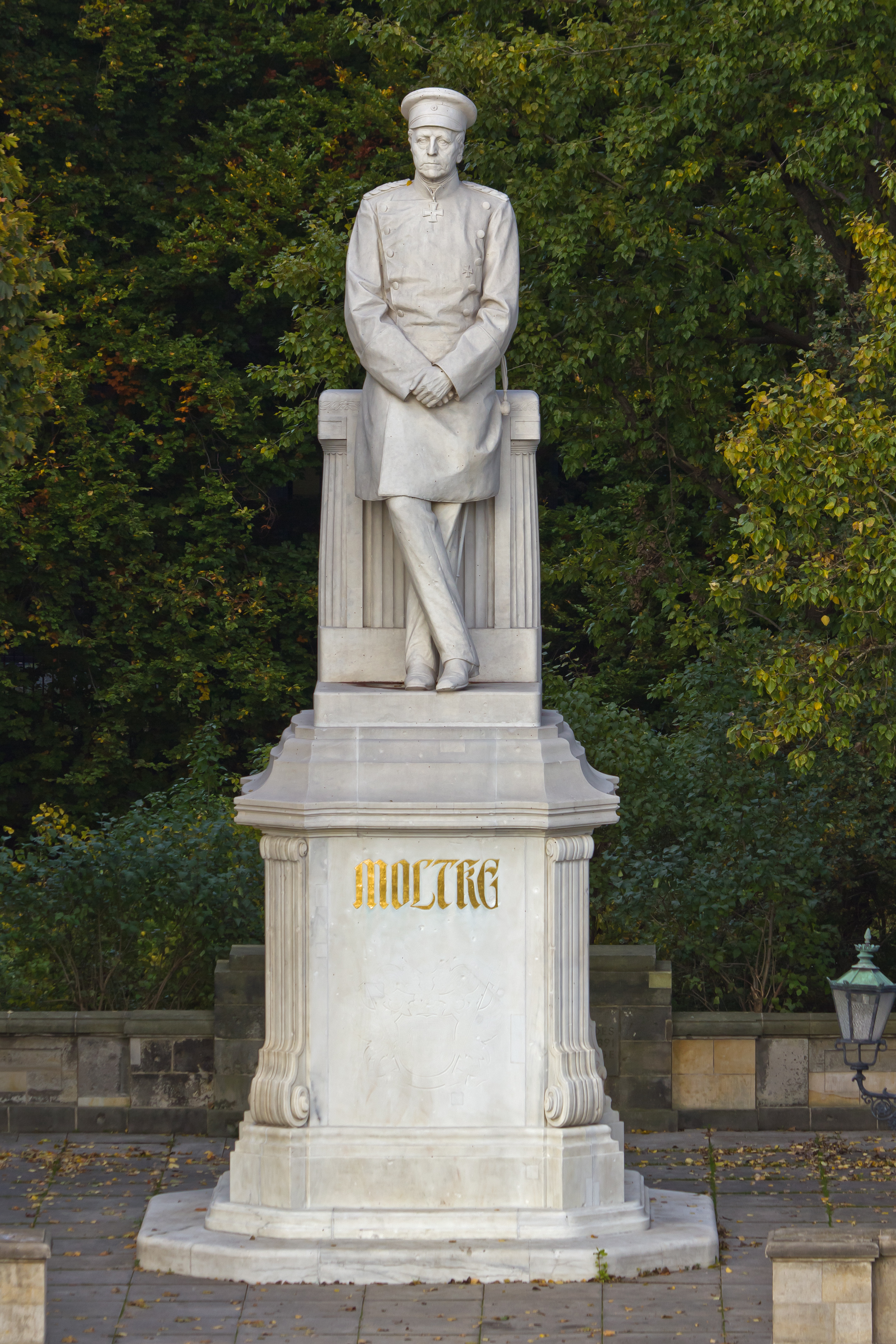
Tượng Helmuth von Moltke Lớn gần Tượng đài Chiến thắng Berlin ở công viên Tiergarten, Berlin

Học xong, Moltke giảng dạy tại một trường thiếu sinh quân ở Frankfurt an der Oder trong vòng một năm. Sau đó, từ năm 1828 cho đến năm 1832, ông phục vụ trong Cơ quan Đo đạc Địa hình dưới sự chỉ đạo của Bộ Tổng tham mưu, tại đây ông thực hiện công việc quan trọng nhất, đồng thời nghiên cứu sâu rộng về các chiến dịch quân sự. Để tiến hành dự án đo đạc đại quy mô của Tổng tham mưu trưởng Karl von Müffling từ năm 1826 đến 1829, ông sinh sống với các gia đình địa phương và "kỳ thực đã trở thành thành viên một gia đình quý tộc Schlesien, những người lo ăn diện chải chuốt cho đến trưa và không phải lúc nào cũng nói ra điều họ suy nghĩ. Họ sống trong những dinh thự xinh đẹp nằm trong những khu vườn tuyệt diệu với các mẩu vườn kiểu Pháp và các họa phẩm của các danh họa bậc thầy thời xưa trên tường. Moltke vẽ phác thảo các bá tước và nữ bá tước, làm thơ và gặp gỡ mọi hàng xóm", theo phác họa của giáo sư sử học Jonathan Steinberg. Đến năm 1832, rồi ông được thăng cấp hàm Trung úy trong năm sau. Vào năm 1834, ông được lên chức Đại úy, sớm hơn những người đương thời của ông 4 năm. Các cấp trên của ông, trong đó có Vương tử Wilhelm I – bấy giờ là một Trung tướng – đều đánh giá ông là một sĩ quan tuyệt vời.
Moltke chịu ảnh hưởng sâu sắc từ mẹ ông, một người có học thức uyên bác và phong cách thượng lưu. Khó có thể nói hình ảnh của ông là tương xứng với một nhà quân phiệt bảo thủ điển hình của Phổ. Moltke được mệnh danh là "Người Câm lặng", vì – theo các nhà viết tiểu sử ông cho biết – ông là một người kín đáo và ít nói, "câm lặng trong bảy ngôn ngữ". Tuy nhiên, các thành viên vương tộc Phổ nhìn nhận ông là người có tài nói chuyện hấp dẫn.
Moltke rất đam mê các tác phẩm của Shakespeare và Goethe. Nhà biên khảo lịch sử Mỹ Max Boot đã nhận định về ông trong sách War Made New:
| “ | Moltke yêu âm nhạc, thi ca, hội họa, khảo cổ và kịch nghệ. Ông biết bảy ngôn ngữ (Đức, Đan Mạch, Anh, Pháp, Ý, Tây Ban Nha và Thổ Nhĩ Kỳ). Ông là một nghệ sĩ đa tài, người đã lấp đầy các cuốn sổ cá nhân bằng những bức họa phong cảnh, chân dung, đồng thời là một tác gia được ưa chuộng... bản tường thuật của ông về các chuyến đi tại Thổ Nhĩ Kỳ, được phát hành sau khi ông trở về Berlin năm 1840 và được minh họa bằng những bức vẽ của chính ông, đã biến ông thành một danh nhân văn học, vai trò mà ông nâng cao bằng việc đội một chiếc mũ khăn Thổ Nhĩ Kỳ và đọc các bài thuyết giảng trước công chúng... Với các quan điểm có phần Công giáo bảo thủ, Moltke không phải là người có tư tưởng tự do. Ông là người có tinh thần dân tộc bảo thủ, người đã kinh hoàng trước những cuộc cách mạng tự do lan truyền ở châu Âu vào năm 1848. Ông có niềm tin vào nhà vua và trật tự của chế độ bảo hoàng cũ. | ” |

Trên cương vị là một sĩ quan trẻ, Moltke dành nhiều thời gian với văn chương, với việc nghiên cứu lịch sử và đi đây đi đó. Các khó khăn về tài chính của ông vẫn tiếp diễn trong giai đoạn này, và vào năm 1827, ông cho ra mắt một tiểu thuyết lãng mạn ngắn, Hai người bạn (Zwei Freunde), để kiếm tiền khắc phục khó khăn của mình. Lấy bối cảnh từ cuộc Chiến tranh Bảy năm, tác phẩm kể về hai viên sĩ quan Phổ – Ernest và Gustavus cùng yêu một người phụ nữ. Dĩ nhiên, tiểu thuyết không thể sánh bằng một công trình văn học lớn như Nỗi đau của chàng Werther (Goethe), nhưng ở nhiều cấp độ khác nhau, nó cũng mang những nét tương đồng rõ rệt với phong cách văn học phổ biến đương thời: người phụ nữ kia hóa ra là hai người khác nhau, và tình bạn giữa Ernerst và Gustavus được giữ vững. Tác phẩm cũng khắc họa hai sĩ quan quân đội Phổ là đại diện cho hai bản chất đối lập – Teuton và Latinh (một đề tài thường thấy trong văn học Đức). Qua tình bạn khắng khít giữa họ, một thông điệp quan trọng mà Moltke gửi đến từ tác phẩm rằng những cái đối lập nhau vẫn có thể hòa hợp với nhau. Tác phẩm cũng cho thấy hai sĩ quan Phổ có cùng tính cách trọng danh dự và cao quý như các kẻ địch người Áo của họ, khiến các sĩ quan Phổ và Áo trở nên giống những người đồng đội bị chính trị chia rẽ hơn là những kẻ thù thực sự. Tiểu thuyết đã khẳng định cái nhìn lãng mạn rõ rệt của Moltke về chiến tranh và đời lính, một quan niệm mà ông không bao giờ rời bỏ ông, theo như lá thư ông gửi bác sĩ Bluntschli cũng tiết lộ thế.
Tính cách thông minh và khiêm tốn của ông đã khiến cho Moltke được hậu đãi trong cung đình và trong xã hội thượng lưu Berlin – nơi có những người hay cổ vũ tri thức nhưng sợ để lộ sự kém hiểu biết của mình. Ông từng biết đến trong quân đội như là "con người vàng", một người được mọi người mến mộ và không hề có kẻ thù. Vào năm 1831, ông viết tiểu luận Hà Lan và Bỉ trong quan hệ chung của mình, từ khi chia rẽ dưới thời Felipe II đến khi tái thống nhất dưới thời Willem I. Năm sau, ông viết Một tư liệu về hoàn cảnh trong nước và tình hình xã hội Ba Lan, một công trình nghiên cứu dựa trên những điều ông đọc được kết hợp với những gì ông tai nghe mắt thấy về cuộc sống và tính cách của người Ba Lan. Hai tác phẩm đã thể hiện sự hiểu biết của ông đối với tình hình chính trị trong thời đại của mình. Vào năm 1832, nhằm kiếm tiền mua một con ngựa cưỡi, ông nhận dịch bộ sử Lịch sử suy tàn và sụp đổ của Đế quốc La Mã (Gibbon) sang tiếng Đức với giá 75 mark. Trong vòng 19 tháng, Moltke đã dịch xong 9 trong 12 tập của bộ sách, song nhà xuất bản đã không thể in ấn bộ sách này và Moltke chỉ nhận được 25 mark – không đủ để ông không thể mua ngựa. Mặt khác, mặc dù dự án này không mang lại khoản thù lao mà ông mong muốn, Moltke về sau đã đề cao vốn kiến thức mà ông có được trong quá trình dịch sách.

## Phục vụ quân đội Thổ Nhĩ Kỳ
Vào năm 1835, Moltke được phép nghỉ 6 tháng đi các nước Đông Nam Âu. Sau một khoảng thời gian ngắn ở Kostantiniyye – kinh đô đế quốc Thổ-Ottoman, ông được vua Mahmud II yêu cầu hỗ trợ canh tân quân đội Thổ. Chính quyền Berlin đã ban lệnh cho ông chấp thuận đề nghị này. Do vậy, Moltke ở lại Thổ trong vòng 4 năm tới; trong thời gian này, ông học tiếng Thổ và khảo sát thành phố Konstantiniyye, các eo biển Vosporos và Dardanéllia. Ông còn đến Wallachia, Bulgaria, Rumelia, và đi nhiều chuyến hành trình ở cả hai bên eo biển Thổ Nhĩ Kỳ. Ông đã cố vấn cho vua Thổ về nhiều vấn đề quân sự – từ việc xây thành đắp lũy và khai triển pháo binh cho tới việc xây dựng thêm đường thủy và đường bộ. Những lời khuyên của Moltke được người Thổ vui vẻ đón nhận, nhưng đó chỉ là ngoài mặt. Trên thực tế, họ rất ít thực hiện các đề xuất của ông.

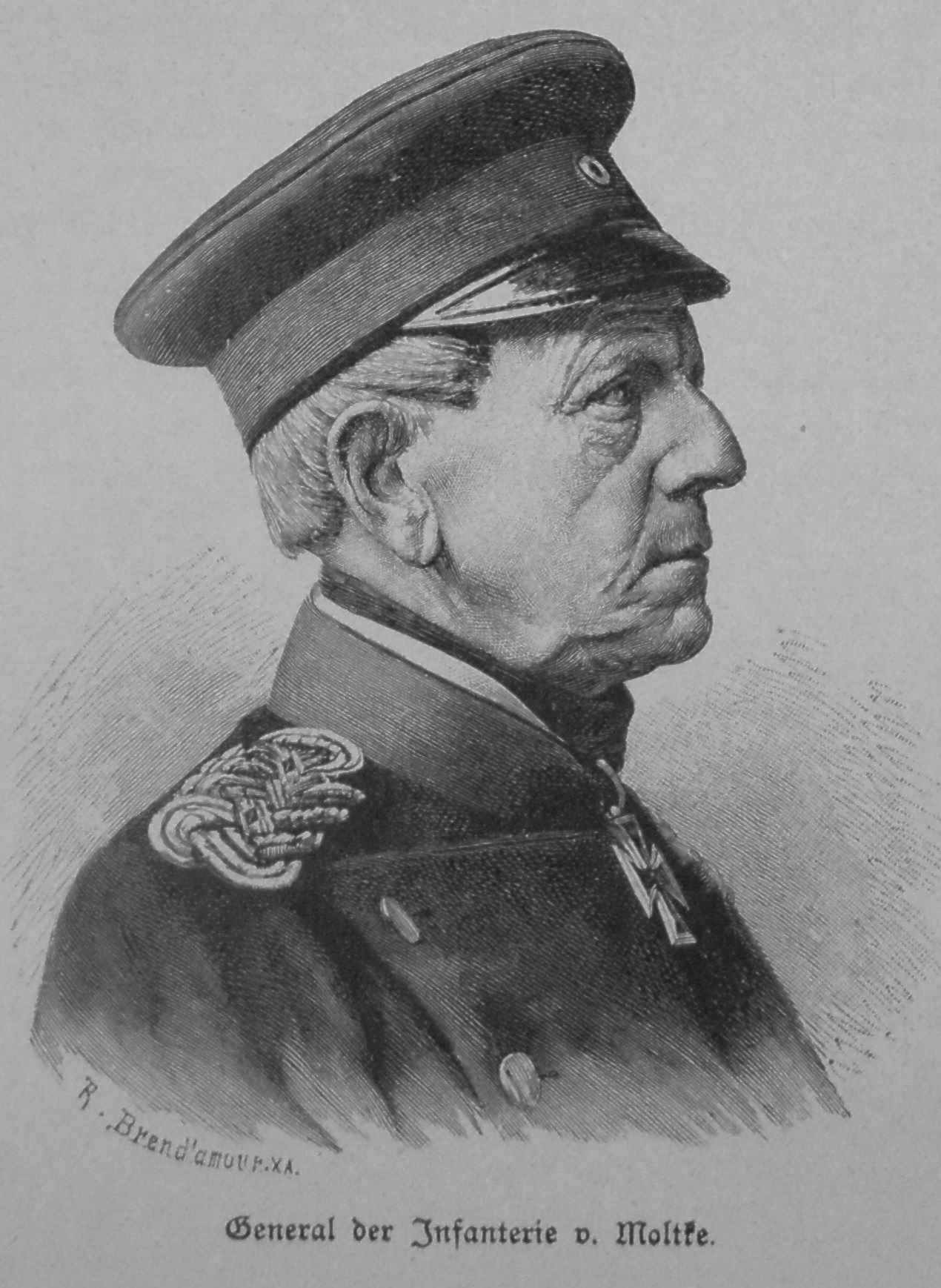
Chân dung Thượng tướng Bộ binh Helmuth von Moltke.

Vào năm 1838, khi tướng Hafiz Pasha nhận lệnh trấn áp cuộc "khởi loạn" của tổng đốc Ai Cập là Muhammad Ali, Moltke được vua Thổ bổ nhiệm làm tham tán – nói cách khác là tham mưu trưởng – của Hafiz Pasha. Moltke đến tổng hành dinh của Hafiz vào tháng 3 năm 1838 và nhận thấy tình hình tồi tệ của quân đội Thổ. Bị trải rộng trên một địa bàn quá rộng lớn, các lực lượng được trang bị và tổ chức kém của Thổ án ngữ tại các cứ điểm phòng thủ mỏng yếu và không được sự yểm trợ đầy đủ của pháo binh. Moltke liền bắt tay vào việc khảo sát địa hình và thăm dò tình trạng của từng đơn vị Thổ. Mặc dù bị sửng sốt trước những gì ông chứng kiến, Moltke đã đệ trình một kế hoạch tác chiến lên viên chỉ huy của mình. Ông quyết định tổ chức phòng ngự, dựa trên tình hình bi đát của quân đội Thổ và cái mà ông gọi là thiên hướng bị động của người Hồi giáo. Ông bài trí một kế hoạch nhằm tập kết một số lực lượng tại một cứ điểm phòng ngự vững chãi ở thành phố Biradschik dọc theo sông Euphrates và trừ bị phần lớn binh lực gần thị trấn Ufra.
Việc chuẩn bị chiến dịch diễn ra khó nhọc trong mùa đông năm 1838 – 1839, khi mà khoảng 30–50% quân lực của Thổ đào ngũ hoặc là đổ bệnh. Tuy vậy, khi mùa xuân đến, quân đội Thổ dai sức mở đường tiến qua những ngọn đèo hiểm trở vẫn còn phủ đầy băng tuyết và hành binh trên những bình nguyên gồ ghề trong mưa gió để đến các vị trí phòng ngự đã được hoạch định của mình. Trong tay Hafix có 30 ngàn quân và 11 khẩu đại bác. Dựa theo đề xuất của Moltke, tướng Thổ triển khai một số binh lực tại một vị trí tiền tiêu gần thành phố biên giới Nezib. Phần còn lại của quân Thổ được bố trí ở khu vực thành phố Biradschik. Moltke còn khuyên tướng Thổ không nên xây cầu bắc qua sông Euphrates vì ông tin rằng binh lính không có đường rút sẽ chiến đấu ngoan cường hơn. Ngày 28 tháng 12, Muhammad Ali huy động 40 ngàn quân và 160 đại bác tràn qua biên giới. Quân Ai Cập hành binh theo đội hình dọc và bị kéo căng trên một mặt trận dài khoảng 129 km. Nắm bắt điều kiện thuận lợi này, tham tán Moltke khuyên Hafiz tổ chức tập kích vào đội hình sơ hở của địch, nhưng viên tướng Thổ từ chối. Hai ngày sau, quân Ai Cập vào được các vị trí tấn công của mình và tiến hành thám sát Biradschik. Quân Thổ đã đẩy lùi đối phương và Hafiz tin rằng mình đã thắng trận.
Dù vậy, Moltke vẫn lo lắng. Ông nhận thấy quân Ai Cập đã bắt đầu di chuyển vào vị trí để phát động một cuộc tấn công vào sườn và phía sau thị trấn Nezib. Vì vậy, ông khuyên Hafiz tập trung pháo lực để phòng vệ hai bên sườn quân Thổ. Thế nhưng, dựa trên các điềm xấu, các cố vấn Hồi giáo của Hafiz khuyên ông ta không nên làm điều đó và một lần nữa, tướng Thổ không làm theo yêu cầu của Moltke. Moltke đành từ chức cố vấn quân sự của Hafiz Pasha và lãnh quyền chỉ huy pháo binh Thổ Nhĩ Kỳ. Vào ngày 24 tháng 6 năm 1839, quân Ai Cập phá tan quân Thổ trong trận Nezib. Nhờ sự chỉ huy khéo léo của Moltke, pháo binh Thổ gây được một số tổn thất cho địch và là binh chủng Thổ cuối cùng rút khỏi trận địa. Sau thảm bại của quân đội Thổ, Moltke phải qua nhiều khó khăn mới về đến biển Đen, rồi từ đây ông về Konstantiniyye. Sau khi được tin người bảo trợ của mình là Mahmud II đã chết, Moltke trở về Berlin vào tháng 12 năm 1838 trong tình trạng suy sụp sức khỏe và tinh thần. Nhưng, trước sự ngỡ ngàng của ông, Moltke được chào đón như một anh hùng và được Quốc vương trao tặng huân chương Thập tự Xanh cao quý nhất của quân đội Phổ.
Sau này, Moltke đã xuất bản một số bức thư mà ông viết cho gia đình ông trong thời gian ở Thổ thành tuyển tập Những lá thư về các tình hình và sự kiện ở Thổ Nhĩ Kỳ trong những năm 1835 đến 1839 (Briefe über die Zustände und Begebenheiten in der Türkei 1835–39, 1841). Được đón nhận rộng rãi trong thời gian đó, tuyển tập được ca ngợi vì văn phong súc tích và cách miêu tả hấp dẫn về một đế quốc xa xôi.

## Tiếp tục phục vụ quân đội Phổ
Vài tháng sau khi về nước, Moltke được bổ nhiệm vào bộ tham mưu của Quân đoàn IV, án ngữ tại Berlin, vào năm 1840. Năm sau, ông gặp một cô gái người Anh, Maria Bertha Helena Burt, con ghẻ của em gái Moltke – bà Auguste. Maria Burt là con gái của ông John Heyliger Burt, chồng bà Auguste, với người vợ đã quá cố của ông này. Maria đã mồ côi mẹ từ khi 5 tuổi và đã được Auguste nuôi nấng từ khi 8 tuổi. Khi ấy Moltke đã 41 tuổi trong khi Burt mới 16 tuổi, và hai người cưới nhau vào ngày 20 tháng 4 năm 1842. Đây cũng là ngày Moltke được lên cấp hàm Thiếu tá. Moltke và Burt chung sống hạnh phúc với nhau mặc dù họ không có một mụn con nào.
Trong thời gian này, Moltke đã xuất bản các bản đồ Konstantiniyye mà ông vẽ, và, cùng với các nhà du hành người Đức khác, ông cho ra mắt một bản đồ mới về Tiểu Á và một hồi ký về nền địa lý Thổ Nhĩ Kỳ. Trong thời gian ở Berlin, ông bị lôi cuốn trước sự phát triển của đường sắt và trở thành một trong những giám đốc đầu tiên của tuyến đường sắt Hamburg-Berlin. Năm 1843, ông cho ra mắt một bài phê bình mang tên Những nguyên do nào sẽ quyết định sự lựa chọn phương hướng của đường sắt?", trong đó ông khẳng định một trong những mục tiêu hàng đầu của việc xây dựng đường sắt phải là để phục vụ quân sự. Đến năm 1845, ông lại xuất bản công trình Chiến dịch Nga-Thổ 1828–29 (Der Russisch-türkische Feldzug 1828-1829...). Đây được các chuyên gia đánh giá là một trong những tuyệt tác về phê bình và lịch sử quân sự. Cùng năm đó, ông được ủy nhiệm làm trợ lý cá nhân cho Thân vương Heinrich của Phổ, một người Công giáo đang sống ở Roma. Moltke và vợ mình rất yêu thích cuộc sống ở Roma. Tại đây, Moltke dành thời gian để tiến hành một cuộc khảo sát thành phố, và kết quả của cuộc khảo sát này là một tấm bản đồ Roma được xuất bản ở Berlin vào năm 1852. Sau khi Thân vương Heinrich qua đời năm 1849, Moltke trở về Berlin và phục vụ Bộ Tham mưu Quân đoàn VIII tại Koblenz. Đến năm 1848, sau một thời gian ngắn trở lại Bộ Tổng tham mưu, ông đảm nhận chức Tham mưu trưởng Quân đoàn IV ở Magdeburg và ở lại đây trong vòng bảy năm. Ông được lên chức Thượng tá vào năm 1850 rồi Đại tá vào năm 1851.
Vào năm 1855, Moltke lãnh chức sĩ quan phụ tá thứ nhất của Thân vương Friedrich Wilhelm (sau này là Đức hoàng Friedrich III. Theo sử gia Jonathan Steinberg, đây được xem là cuộc bổ nhiệm quan trọng nhất đối với ông trong thời gian này. Cuộc bổ nhiệm đã mang lại cho ông mối quan hệ quen biết với Thái đệ Wilhelm, cha của Friedrich và là Hoàng đế Wilhelm I về sau này. Giữa Wilhelm và Moltke có nhiều nét tương đồng với nhau: "Moltke và Vua Wilhelm cùng là một dạng người: tiết kiệm và chuộng sự đơn giản, ôn hòa và khiêm tốn. Cả hai đều ghi chú trên những chỗ chưa viết của thư từ và không thích thay những bộ quần áo cũ bằng những bộ mới". Moltke từng tháp tùng Vương tử Friedrich đến nước Anh (để tham dự lễ cưới của Vương tử vào năm 1855), đến Paris và đến Sankt-Peterburg để tham dự lễ đăng quang của Nga hoàng Aleksandr II.
Nhìn chung, các chức vụ mà Moltke trải qua trong thời gian này đem lại cho ông mối liên hệ thường nhật và mật thiết với ba vị vương gia: Friedrich Karl – cháu trai vua Friedrich Wilhelm IV, Heinrich – em trai nhà vua, và Friedrich Wilhelm – một cháu trai khác của nhà vua. Theo Archen Bucholz, "Moltke cộng tác tốt với các vương thân. Đó đương nhiên là một chìa khóa dẫn đến thành công của ông".

## Tổng tham mưu trưởng quân đội Phổ
Tháng 10 năm 1857, Tổng tham mưu trưởng Phổ Karl von Reyher tạ thế. Đến ngày 23 tháng 10 năm ấy, khi vua Friedrich Wilhelm IV lâm bạo bệnh và không thể gượng dậy nổi, Thái đệ Wilhelm đứng ra chấp chính. Sáu ngày sau, Wilhelm chỉ định Moltke làm Tổng tham mưu trưởng mới của quân đội Phổ. Sau khi lãnh chức, Moltke sớm bắt tay vào việc thực hiện những thay đổi về phương pháp chiến thuật, chiến lược và sự tổng động viên quân đội, đồng thời nâng cao các hệ thống cơ sở liên lạc, đào luyện sĩ quan tham mưu và võ trang. Ông cũng tiến hành nghiên cứu tình hình chính trị châu Âu thời bấy giờ để đề ra các kế hoạch chiến dịch có thể trở nên cần thiết trong tương lai. Tóm lại, ông đã nhanh chóng đặt nền móng cho một bộ tổng tham mưu hiện đại.

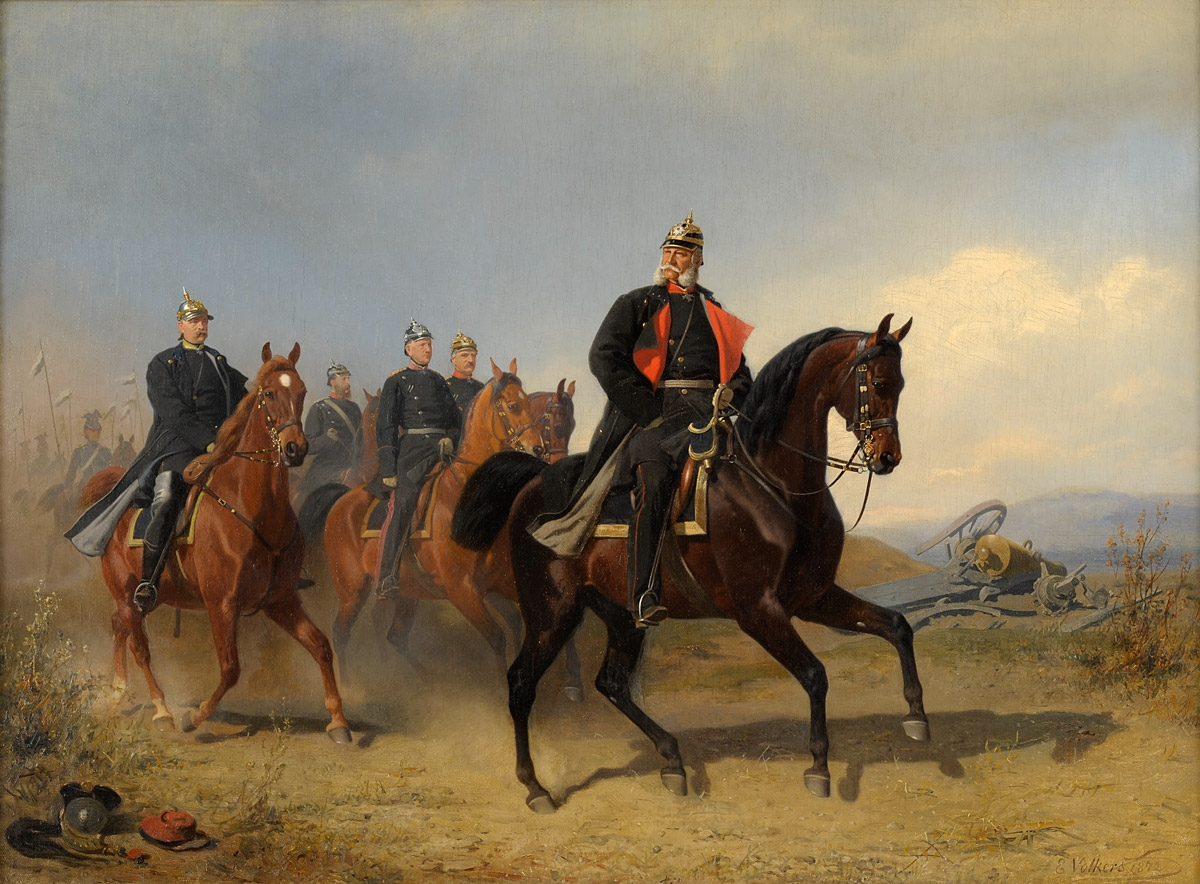
Moltke, Roon, Bismarck và Leopold von Hohenzollern tháp tùng vua Wilhelm I đi thị sát mặt trận trong cuộc chiến 1870-1871. Họa phẩm của Emil Volkers (1872).

Vào năm 1859, Moltke tổng động viên quân đội để chuẩn bị tham gia cuộc Chiến tranh Pháp-Áo. Tuy rằng nước Phổ không tham chiến, Nhiếp chính vương Wilhelm đã vận dung những bài học kinh nghiệm rút ra từ cuộc tổng động viên để cùng với Bộ trưởng Chiến tranh Albrecht von Roon mở rộng và cải cách quân đội Phổ. Bản thân Moltke cũng theo dõi tường tận cuộc chiến và cho ra mắt một cuốn sách viết về đề tài này vào năm 1862.
Năm 1860, ông được bầu làm thành viên danh dự của Viện Hàn lâm Khoa học Phổ.
Quá trình trỗi dậy lâu dài và vững chãi của Moltke diễn ra song hành với sự suy tàn về thế lực của Phổ. Moltke quyết tâm hồi phục quá khứ vinh quang của nền quân sự nước nhà và dùng sức mạnh của nó để thống nhất nước Đức. Để thực hiện điều đó, ông cần phải xây dựng mối quan hệ cộng tác với giới lãnh đạo chính trị đồng thời tăng cường khả năng tác chiến của quân đội Phổ. Cùng với Otto von Bismarck – Thủ tướng Phổ từ năm 1862, và Albrecht von Roon – Bộ trưởng Chiến tranh Phổ từ năm 1859, Moltke đã thành lập một bộ Tam đầu chế chi phối nền quân sự-chính trị của Phổ. Bộ Tam đầu chế về sau đã hoàn thành và vượt qua các mục tiêu ban đầu của Moltke khi họ vẽ lại bản đồ châu Âu và xây dựng nước Đức thống nhất thành một cường quốc Âu lục.
Cơ cấu Bộ Tổng tham mưu có nguồn gốc từ cuộc cải cách quân đội Phổ đầu thế kỷ 19 sau thảm bại trong cuộc Chiến tranh Liên minh thứ tư năm 1806-1807. Tuy nhiên, đến tận thời Moltke, Bộ Tổng tham mưu vẫn chưa có một vị thế vững chắc. Mô hình này trực thuộc Bộ Chiến tranh và hay bị các tư lệnh cấp quân đoàn xem thường. Đến tận tháng 6 năm 1866, vài ngày sau khi Moltke đảm nhiệm quyền hành thực tế của một Tổng tư lệnh quân đội Phổ, một viên sư đoàn trưởng khi được nhận một huấn lệnh có chữ ký của ông đã hỏi: "Có vẻ là một mệnh lệnh tốt. Nhưng Tướng von Moltke là ai cơ chứ?". Câu hỏi này sẽ được giải đáp khi chiến thắng nước Áo năm 1866 và nước Pháp năm 1870-1871 của Moltke tạo nên tiếng vang cho ông, đồng thời khiến Bộ Tổng tham mưu dưới quyền ông được nhìn nhận như một trong những "báu vật quốc gia" của Đế quốc Đức-Phổ và trỗi lên mạnh mẽ về thế lực cũng như về ảnh hưởng.

### Đường lối chiến thuật, chiến lược tác chiến
Moltke tiến hành tái cấu trúc quân đội Phổ dựa trên nhận định rằng các cuộc chiến tranh tương lai sẽ diễn ra với sự tham gia của các đội quân khổng lồ trên những địa bàn rộng lớn. Trong khi đó, cũng như các thế hệ trước thời Napoléon, học thuyết chiến tranh của Moltke nhấn mạnh việc tìm kiếm một thắng lợi quyết định để tiêu diệt quân đội chủ lực của địch. Ông đã ghi nhận: "Nói chung, yếu tố mang tính quyết định không phải là chiếm đóng một địa hình và cũng không phải là chiếm giữ một trận địa gia cố, mà là tiêu diệt lực lượng chiến đấu của đối phương".

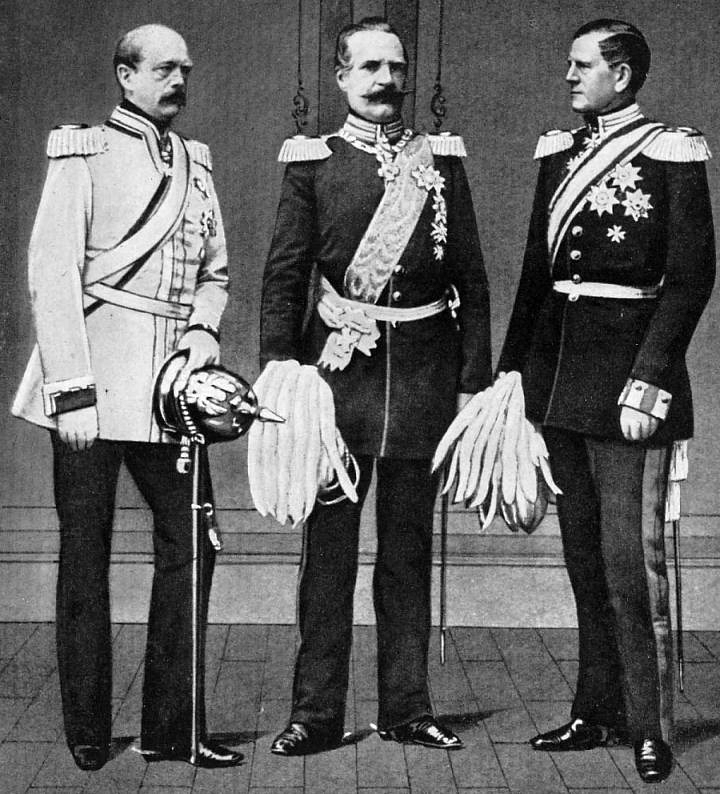
Bộ Tam đầu chế chi phối nước Phổ cuối thế kỷ 19. Từ trái sang phải: Bismarck, Roon và Molke.

Để thực hiện mục đích này trong bối cảnh quy mô chiến tranh ngày càng mở rộng, ông rất mực chú trọng sự linh hoạt của quân đội. Ông từng nói: "Một sai lầm trong quá trình tập kết lực lượng ban đầu khó thể được khác phục trong toàn bộ diễn tiến của chiến dịch". Do vậy, trong hai cuộc chiến năm 1866 và 1870, ông chủ trương chia quân làm 3 đơn vị tác chiến được hỗ trợ bởi một bộ phận vận chuyển đường sắt. Các kế hoạch của ông chủ trương xây dựng một quân đội thường trực lớn (với quân số đông nhất là nửa triệu người) và một lực lượng trừ bị đông gấp đôi. Sau khi được động viên nhanh chóng, các đơn vị chính quy và trừ bị sẽ được vận chuyển bằng hệ thống đường sắt rộng lớn qua các tuyến đường khác nhau và hội tụ với nhau trên chiến trường để giành một đòn quyết định vào lực lượng địch. Ý tưởng của Moltke về sự tăng cường mức độ cơ động chiến lược là một sự đoạn tuyệt đối với chủ trương tập trung quân lực giữa các lực lượng địch (nói cách khác là nguyên tắc "chiến dịch đánh trong") của Napoléon.
Sử gia Gunther E. Rothenberg đánh giá Moltke là một nhà tổ chức chiến lược xuất sắc đồng thời là một chỉ huy quân sự vĩ đại. Các luận văn mà ông viết vào hai thập niên 1850 - 1860 đã cho thấy tầm nhìn chiến thuật của ông. Không lâu sau khi nhậm chức, ông nhìn nhận: "Những cải tiến về vũ khí bộ binh đòi hỏi một thay đổi về chiến thuật của tất cả các binh chủng". Moltke là người đầu tiên nhận thức được thế trận dễ thủ khó công trong thời đại mới. Tình hình chiến tranh thời kỳ này cho thấy pháo binh vẫn còn chế ngự trận địa trong phạm vi từ 700 đến 1800 m, nhưng bộ binh đã hoàn toàn làm chủ phạm vi gần 700 m. Do vậy, theo, Moltke, phương pháp tấn công đương thời của Phổ – trong đó các tuyến tản khai "gây hoang mang" cho quân phòng ngự bằng một cuộc chạm súng ác liệt (và thường kéo dài) trước khi các đội hình chính quy phát động tổng tấn công trên khắp mặt trận – cần được thay đổi. Moltke chủ trương khống chế hỏa lực súng trường của địch bằng cách tập trung hỏa lực pháo binh với quy mô lớn hơn trước và huy động các tuyến tản khai di chuyển thật nhanh qua vùng bắn của địch. Những đội hình hàng dọc – từng là lực lượng tấn công quyết định – giờ đây chỉ có nhiệm vụ yểm trợ bước tiến của tản binh và cố thủ các khu vực đã chiếm được từ tay địch trước đó. Sau này, Moltke nhấn mạnh sự cần thiết của việc dùng pháo binh bắn chuẩn bị để chế áp hỏa lực địch trước xua bộ binh xung phong. Ông khuyên các chỉ huy cấp thấp "phải nhìn nhận cuộc tấn công bằng lưỡi lê là hành động cuối cùng chứ không phải là đầu tiên trong trận đánh". Thêm vào đó, quân Phổ khi tấn công phải tận dụng mọi sự yểm trợ có được và phải giáng vào sườn địch chứ không được đánh trực diện.
Moltke đã xây dựng và phát triển học thuyết chiến thuật của mình qua các bài luận văn. Hai năm trước khi chiến tranh với Đan Mạch bùng nổ, ông đề xuất một khái niệm gọi là "tấn công-phòng ngự". Theo đó, phe chủ động tiến công về chiến lược sẽ tổ chức thế phòng ngự chiến thuật để giao chiến với địch. Nhờ vậy, phe chủ động sẽ dựa vào thế trận dễ thủ khó công để bẻ gãy các cuộc phản công và tiêu hao sinh lực địch, trước khi tung một đòn quyết định dứt điểm trận chiến. Mặt khác, việc áp dụng đúng đắn học thuyết "tấn công-phòng ngự" không phải là dễ. Nó đòi hỏi phe tấn công phải tìm kiếm một vị trí quan trọng mà quân địch không thể bỏ quên và tất yếu sẽ phản công. Ngoài ra, việc thực hiện học thuyết này đem lại một rủi ro: thay vì tấn công trực diện, quân địch có thể sẽ đánh bọc sườn và bức phe tấn công rút khỏi vị trí. Do vậy, Moltke chỉ áp dụng học thuyết này một lần duy nhất trong trận Sedan năm 1870: tại đây, 2 cánh quân Đức khép chặt đại quân Pháp, rồi đập tan mọi đợt phản công phá vây của địch. Dưới sức ép tấn công cuẩ pháo binh và bộ binh Đức, quân Pháp không còn lựa chọn nào khác ngoài việc phát động tấn công chiến thuật hoặc là bị xé làm trăm mảnh.
Trong thời kỳ ông làm Tổng tham mưu trưởng, cứ mỗi năm 120 sĩ quan cấp thấp nhất của quân đội Phổ được tuyển chọn bằng một kỳ thi vào Học viện Chiến tranh. Các tiêu chuẩn học thuật của Học viện Chiến tranh cao đến mức mà chỉ dưới một nửa số học viên tốt nghiệp được học viện này. Từ những học viên ưu tú này, Moltke chọn ra 12 người xuất sắc nhất và ông trực tiếp đào tạo họ thành sĩ quan Bộ Tổng tham mưu để giúp ông kiểm soát hiệu quả ba đạo quân riêng rẽ trong chiến tranh. Họ tham dự các buổi học lý thuyết, các cuộc diễn tập thường niên, các buổi huấn luyện thực địa chiến trường dưới sự chỉ đạo trực tiếp của vị Tổng tham mưu trưởng. Thêm vào đó, với chủ trương tìm hiểu và đúc kết kinh nghiệm từ các cuộc chiến trong quá khứ, ông còn tăng cường tổ chức các cuộc đánh trận giả và thực tập vẽ bản đồ, gọi là Kriegsspiele. Những hoạt động này giúp sĩ quan tham mưu thực nghiệm kế hoạch tác chiến trong nhiều tình huống và trở nên tường tận hơn với các dạng địa hình mà tại đây giao chiến có thể xảy ra trong tương lai.

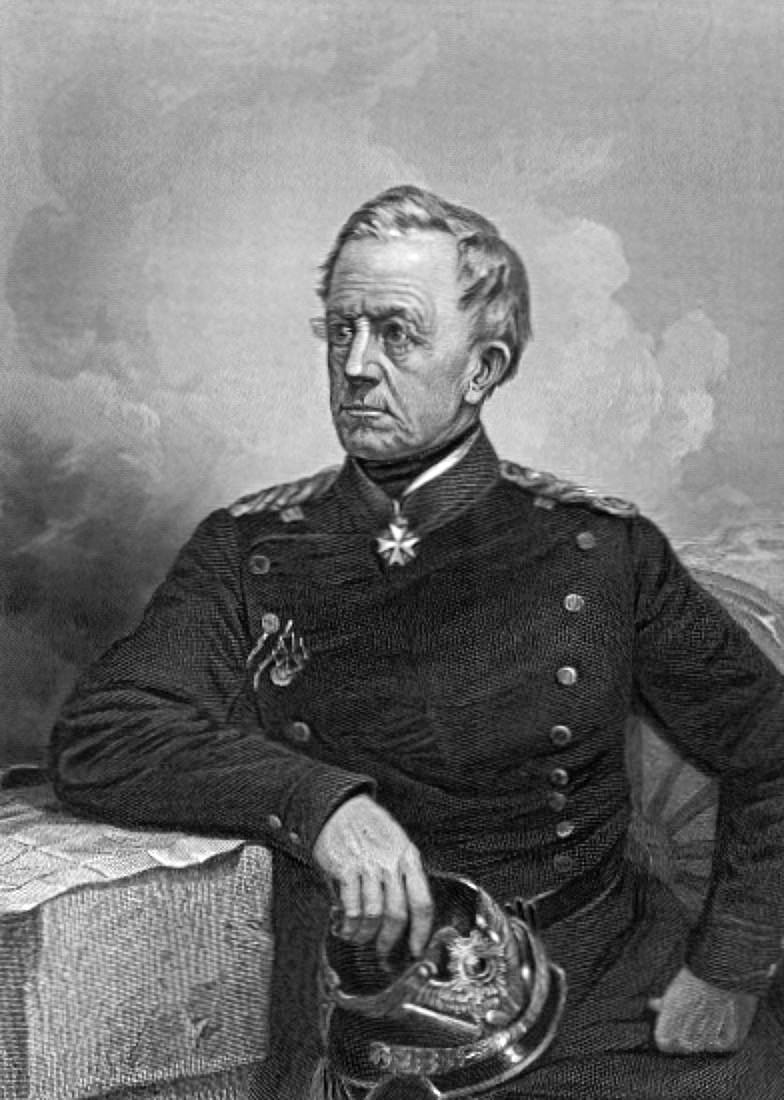
Moltke đã nói: "Chỉ khi thành thạo và quen thuộc với hành động độc lập thì chỉ huy các cấp mới có thể dễ dàng điều động những quân số khổng lồ".

Là một học trò của Clausewitz, người chủ trương nắm bắt bản chất của chiến tranh chứ không định ra một hệ thống các quy tắc như Jomini, Moltke viết: "Trong chiến tranh cũng như trong nghệ thuật, những nguyên tắc chung không hề tồn tại; trong cả hai lãnh vực tài năng đều không thể bị thay thế bởi quy tắc". Theo ông, cách duy nhất để loại bỏ sự chi phối của các quy tắc hẹp hòi trong đội ngũ sĩ quan quân đội Phổ là phải rèn luyện cho các sĩ quan Bộ Tổng tham mưu trở thành những người có tầm nhìn xa trông rộng. Họ sẽ được bố trí vào các vị trí trong quân đội để truyền bá lối suy nghĩ và nhận thức hướng đến sự cách tân và sáng tạo. Nhiều chỉ huy cấp lữ đoàn và sư đoàn đã từng được đào tạo dưới tay Moltke, và mọi tướng lĩnh đều lấy một sĩ quan Bộ Tổng tham mưu làm Tham mưu trưởng của mình. Moltke có được thành công là nhờ vào sự nhạy bén trong việc xử lý mọi tình huống, ông từng nói rằng không kế hoạch nào có thể tồn tại sau 5 phút đầu giáp mặt với quân địch.
Sự thống nhất giữa học thuyết và mục đích đã giúp ông chỉ huy các đạo quân khổng lồ với niềm tin vững chắc. Ấn tượng xấu trước những đạo quân khổng lồ, lề mề và cơ cấu chỉ huy lạc hậu của cuộc Nội chiến Hoa Kỳ, ông lập ra một khuôn khổ mà trong đó các sĩ quan Bộ Tổng Tham mưu, giờ đây là tham mưu tưởng của những viên tướng chỉ huy các đơn vị, được tự giác suy nghĩ và hành động dựa trên những gì mà ông đã dạy họ. Bản thân Moltke nhìn nhận các Tham mưu trưởng là "hệ thần kinh" của quân đội Phổ. Trong các cuộc chiến với Áo và Pháp về sau này, thay vì các mệnh lệnh chi tiết, Moltke chỉ cần ban bố những chỉ thị ngắn (Weisungen) cho các đơn vị cơ bản, để các bộ tham mưu ở các bộ chỉ huy thuộc cấp giúp người chỉ huy trưởng của họ lý giải mệnh lệnh và phối hợp các hành động của đơn vị hầu như là theo bản năng của mình. Ông được răn dạy các thuộc cấp của mình phải "tiến theo tiếng đại bác" để tham dự trận đánh tại địa điểm đó. Trái lại, bộ chỉ huy của các nước đối địch bị sa lầy trong một chồng giấy tờ và tin vịt khi họ đang phải gắng sức làm chủ toàn bộ quân lực. Cơ cấu này, được biết đến với tên gọi "Sứ mệnh lệnh", trở thành một dấu ẩn của quân đội Phổ và Đức về sau này.
Bên cạnh đó, việc thực hiện cơ chế này cũng phụ thuộc vào tình huống và cá nhân liên quan. Trong chiến dịch tấn công Hannover và Hessen năm 1866, Moltke thường ban hành những chỉ thị chi tiết vì ông thấy tổng tư lệnh quân Phổ ở mặt trận này là Falckenstein không có năng lực.
Việc sử dụng đường sắt để vận chuyển nhanh chóng quân lực, với mục đích tập trung sức mạnh tác chiến và gây choáng ngợp cho kẻ địch, có nguồn gọi từ cuộc Nội chiến Hoa Kỳ. Không chỉ nghiên cứu các tác phẩm viết về cuộc nội chiến, Moltke còn sai quan sát viên sang Mỹ để tìm hiểu về những tiến bộ kỹ thuật. Các quan sát viên không chỉ thông báo cho ông về sự hữu dụng của đường sắt, mà còn về sự hữu dụng của điện báo trong việc phối hợp các lực lượng và giúp người tổng chỉ huy giữ liên lạc với các các tư lệnh trên chiến trường. Moltke đã khai thác tối đa hiệu quả của đường sắt và điện báo để quy tụ các lực lượng lớn tại những điểm tập kết quan trọng. Bên cạnh đó, hệ thống liên lạc bằng điện báo bị mất tác dụng khi xảy ra giao chiến, và điều này đòi hỏi các quân đoàn và sư đoàn phải tự nhìn nhận và làm chủ tình hình.

### Chiến tranh Schleswig lần thứ hai
Vào ngày 2 tháng 10 năm 1861, thông qua Roon, Bismarck yêu cầu Moltke cho nhận định về một cuộc chiến tranh tiềm ẩn với Đan Mạch. Dựa trên kiến thức cá nhân của mình về Đan Mạch, một công trình khảo cứu của Bộ Tổng tham mưu về cuộc Chiến tranh Schleswig lần thứ nhất (1848-1849), một số tài liệu phân tích về địa hình và những đánh giá của người đương thời về khả năng chiến đấu các lực lượng vũ trang Đan Mạch, Moltke cho Bismarck biết rằng các lựa chọn chiến lược của Phổ là rất hạn chế do Phổ không có một lực lượng hải quân đủ sức đương đầu với hạm đội Đan Mạch. Theo ông, địa hình Đan Mạch với nhiều hòn đảo lớn và vô số các vịnh hẹp sâu sẽ tạo thuận lợi cho hải quân Đan Mạch cản trở hoạt động tác chiến của quân đội Phổ – trừ phi Phổ tấn công vào mùa đông lạnh giá, khi mà các bờ biển của Đan Mạch bị đóng băng.

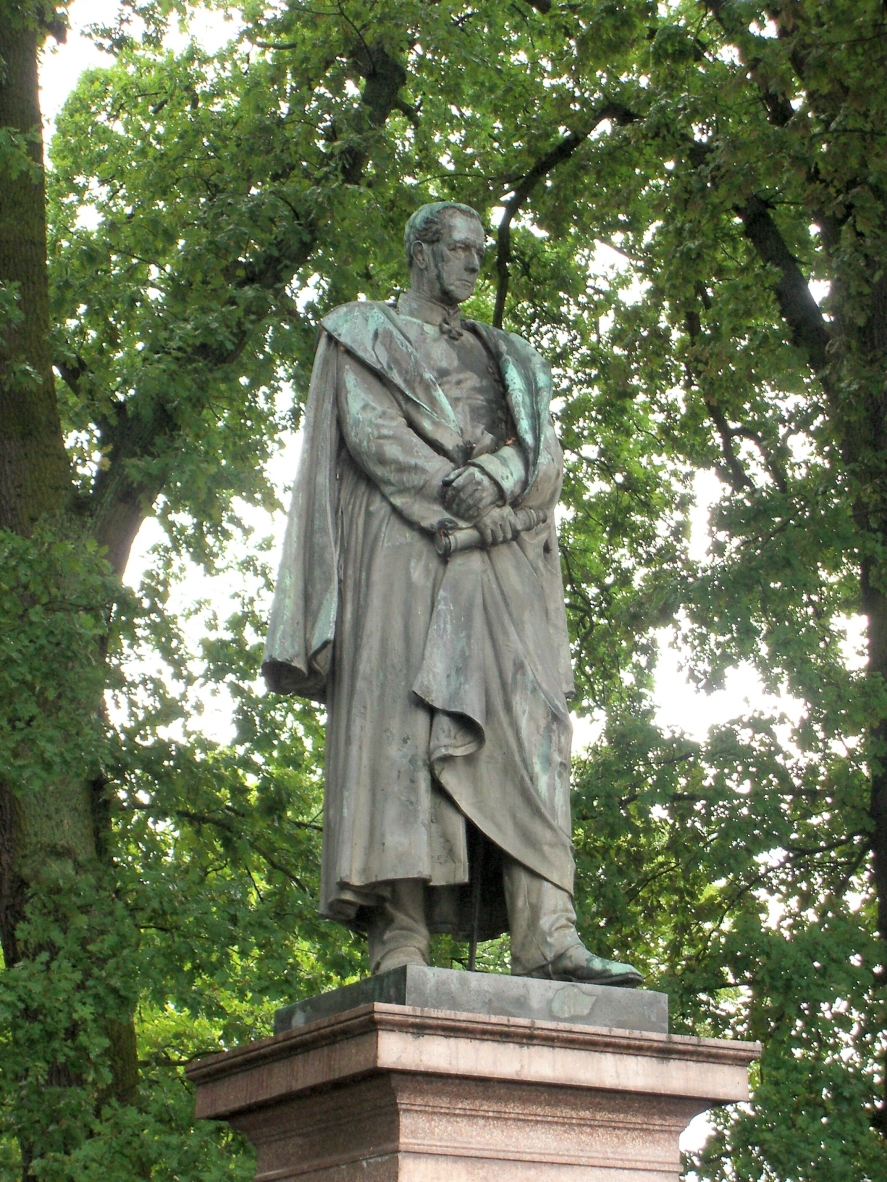
Tượng Moltke ở Parchim, nơi sinh của ông.

Moltke cũng lưu ý rằng cuộc chiến năm 1848-49 đã sa vào tình trạng bế tắc lâu dài do quân đội Đan Mạch đã rút lui thành công về phía sau hàng loạt các pháo đài và công sự trên đảo và bảo toàn được lực lượng. Để tránh lặp lại cục diện này, Moltke đề nghị phát động tấn công ngang sườn tuyến Dannewerk nổi tiếng – một hệ thống pháo đài và công sự cách không xa biên giới Đức về hướng bắc. Chủ ý của ông là nhằm cô lập các pháo đài Düppel và Fredericia, đồng thời cắt đứt đường rút của quân Đan Mạch và chiếm Jutland để ép đối phương phải ký kết một hòa ước có lợi cho Phổ. Moltke và Bismarck cũng nhất trí rằng Phổ cần phải dứt điểm nhanh chóng cuộc chiến để tránh sự can thiệp của Anh và các cường quốc khác.
Mặc dù vậy, người Tổng chỉ huy liên quân Áo-Phổ – Thống chế Friedrich von Wrangel đã không triển khai hợp lý bản kế hoạch đúng đắn của Moltke trong cuộc Chiến tranh Schleswig lần thứ hai. Theo đánh giá của các sử gia, Wrangel, một cựu chiến binh của các cuộc chiến tranh Napoléon và Chiến tranh Schleswig lần thứ nhất, đã quá già yếu và không đủ năng lực để thực thi nhiệm vụ của mình. Nhưng Wrangel là viên sĩ quan Phổ duy nhất có kinh nghiệm thực chiến, đáp ứng điều kiện để triều đình Áo chấp nhận đặt quân đội nước họ dưới quyền chỉ huy của một người Phổ. Do vậy, Moltke ở lại kinh thành Berlin và ra sức nắm bắt tình hình nơi chiến trường xa xôi. Đại tá Leonhard von Blumenthal, Tham mưu trưởng của Quân đoàn I do Vương thân Friedrich Karl chỉ huy, có nhiệm vụ thông báo cho Moltke về tình hình chiến sự. Liên quân Phổ-Đan Mạch tiến đánh Đan Mạch vào ngày 1 tháng 2 năm 1864. Những sai lầm của Wrangel trong giai đoạn đầu chiến dịch đã tạo điều kiện cho quân đội Đan Mạch rút lui thành công về Düppel và Fredericia. Cả hai pháo đài này đều chế ngự những đoạn đường quan trọng để tiến vào Đan Mạch. Quân đội Phổ-Áo sau đó đã tiến hành bao vây Düppel và Fredericia.
Sự thiếu tiến triển của chiến dịch Đan Mạch đã khiến cho Bismarck ngày càng lo lắng và ông thúc dục Quốc vương phát lệnh tấn công Düppel. Vị Thủ tướng khẳng định Phổ cần phải đạt một chiến thắng nhanh gọn để nâng cao thanh thế các lực lượng vũ trang Phổ trong mắt các quốc gia châu Âu đồng thời đem lại tự tin cho ông ngồi vào vòng đàm phán. Moltke trì hoãn cuộc tấn công đủ lâu để các cỗ trọng pháo được điều đến từ Berlin. Pháo binh Phổ đã oanh kích dữ dội vào Düppel trong suốt 25 ngày đêm. Ngày 18 tháng 4, quân Phổ tiến công và nhanh chóng chiếm được pháo đài. Trong khi phía Phổ chịu tổn thất không đáng kể, số quân Đan Mạch bị giết và bị thương lên đến 1.800 người, cộng thêm 3.600 người bị bắt làm tù binh. Ít lâu sau, quân Đan Mạch cũng rời bỏ Fredericia và rút xuống các đảo Alsen và Fünen. Một cuộc đình chiến đã diễn ra từ ngày 25 tháng 4 đến ngày 25 tháng 6, khi mà người Anh kêu gọi đàm phán để chấm dứt cuộc chiến.
Trong thời gian hưu chiến, Bismarck đã thuyết phục nhà vua sa thải Wrangel và chỉ định Friedrich Karl làm Tổng tư lệnh quân đội liên minh Áo-Phổ. Moltke được điều ra trận tuyến làm Tham mưu trưởng cho vị tân Tổng chỉ huy. Moltke khuyên Friedrich Karl vượt bán đảo Sundeved ngay sau khi chấm dứt đình chiến và tiến công quân Đan Mạch trên đảo Alsen. Quân Phổ đổ bộ thành công vào ngày 29 tháng 6, buộc quân địch phải chạy khỏi đây. Sau đó, Moltke yêu cầu đổ bộ lên đảo Fünen, song điều đó đã trở nên không cần thiết: ngày 1 tháng 8 năm 1864, phía Đan Mạch cầu hòa. Hòa ước Viên ngày 30 tháng 10 đã đặt dấu chấm hết cho cuộc chiến với thắng lợi thuộc về Phổ và Áo.

### Chiến tranh Áo-Phổ
Ngay từ khi mới nhậm chức Tổng tham mưu trưởng, Moltke đã viết: "Cuộc chiến giữa Áo và Phổ sẽ lôi toàn bộ châu Âu vào trận". Với mục đích tối hậu là đánh bại quân đội Áo, Moltke không ngừng phân tích tình hình chiến lược, đánh giá địa hình, tương quan lực lượng... để phòng bị trước. Sau chiến tranh Schleswig lần thứ hai, khi, quan hệ giữa hai nước thắng trận trở nên căng thẳng, Moltke hiểu được khả năng bùng phát xung đột với Áo và ông bắt tay vào việc chuẩn bị chiến tranh. Ông còn tổ chức hàng loạt cuộc đánh trận giả theo nhiều tình huống trong các cuộc thao binh vào mùa xuân và mùa hè năm 1865. Hai tháng rưỡi trước khi Chiến tranh Áo-Phổ bùng nổ năm 1866, Moltke về cơ bản đã tiên liệu được diễn tiến của cuộc chiến: từ Schlesien, phía Phổ sẽ tập trung quân chủ lực thọc mạnh vào Böhmen, xoáy trọng tâm vào Viên và một trận đánh quyết định chắc hẳn sẽ diễn ra trên tuyến Pardubitz-Königgrätz-Josefstadt. Moltke đã tiên đoán đúng đắn về cục diện của cuộc chiến, trừ một ngoại lệ duy nhất: trái với giả định của ông rằng phía Áo sẽ phát động tấn công bằng một lực lượng mạnh thọc về Berlin theo đường Schlesien, trên thực tế, giới chỉ huy quân sự Áo chủ trương bị động đối phó với một kẻ thù mà họ hiểu rằng có thể động viên lực lượng nhanh hơn họ.

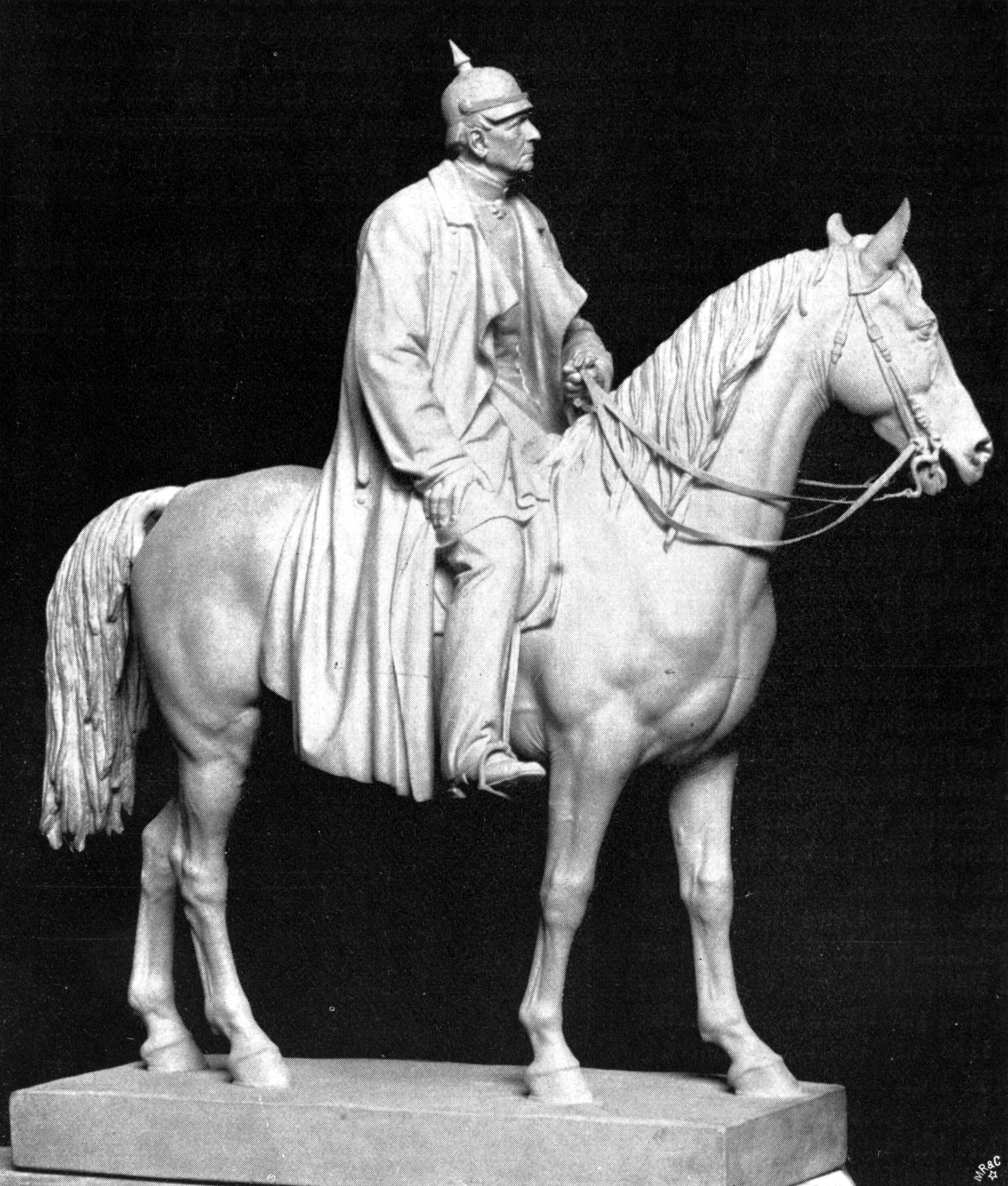
Tượng Moltke (Leipzig 1888-1946). Tượng đài bị giật đổ dưới thời Cộng hòa Dân chủ Đức.

Đóng góp không nhỏ của Moltke đối với thắng lợi năm 1864 đã tăng cường niềm tin của Đức vua đối với ông. Vào ngày 2 tháng 6 năm 1866, vua Wilhelm I ban chiếu chỉ giao cho ông quyền trực tiếp ra mệnh lệnh cho các lực lượng trên chiến trường với danh nghĩa nhà vua. Sáu ngày sau, Moltke đã có được địa vị và cấp bậc tương xứng với trọng trách của mình khi vua phong ông chức Thượng tướng Bộ binh. Từ đây, vị Tổng tham mưu trưởng không cần phải liên lạc với Bộ trưởng Chiến tranh thông qua nhà vua nữa. Thay vì đó, trên cương vị là Tổng tư lệnh trên thực tế của quân đội, ông sẽ cùng với nhà vua chỉ huy chiến cục. Các sự kiện này cũng khẳng định với Moltke rằng ông được nhà vua tin yêu đến độ đặt ông ngang hàng với Bismarck. Sự thấu hiểu này đã làm dấy lên một số mâu thuẫn nhất định – một đề tài đã được các sử gia bàn cãi rất nhiều – trong thời gian tới. Mặc dù Wilhelm I chủ trương không can thiệp trực tiếp vào các quyết sách của vị Tổng tham mưu trưởng, Moltke vẫn coi mình như một bề tôi của nhà vua. Do không muốn đả động đến quyền hành của quân vương, ông nhều lúc miễn cưỡng trong việc trực tiếp chỉ huy các đạo quân trên chiến trường.

#### Diễn biến chiến dịch
Khi cuộc Chiến tranh Áo-Phổ bùng nổ năm 1866, Moltke chủ trương tập trung đại bộ phận quân chủ lực Phổ phát động mũi tấn công quyết định. Trên toàn cục, người Phổ phải đương đầu hai cụm quân gồm liên quân Áo-Phổ với 27 vạn người và quân đội các nước đồng minh Đức với khoảng 12 vạn người. Trong khi đó, các lực lượng Phổ chỉ có khoảng 328.000 quân, nhưng Moltke quyết định huy động 278.000 quân tiến công Áo trên chiến trường quyết định và chỉ để lại 48.000 quân chống nhau với các đồng minh của Áo ở Đức. Mặc dù nhà vua phản đối việc phân chia lực lượng như vậy, ông đã không cản được ý định của Moltke. Dưới sự chỉ huy của tướng Falckenstein, 48.000 quân Phổ đã loại Hessen và Hannover ra khỏi vòng chiến sau chưa đầy hai tuần, trước khi tấn công và đánh bại quân đội Nam Đức.

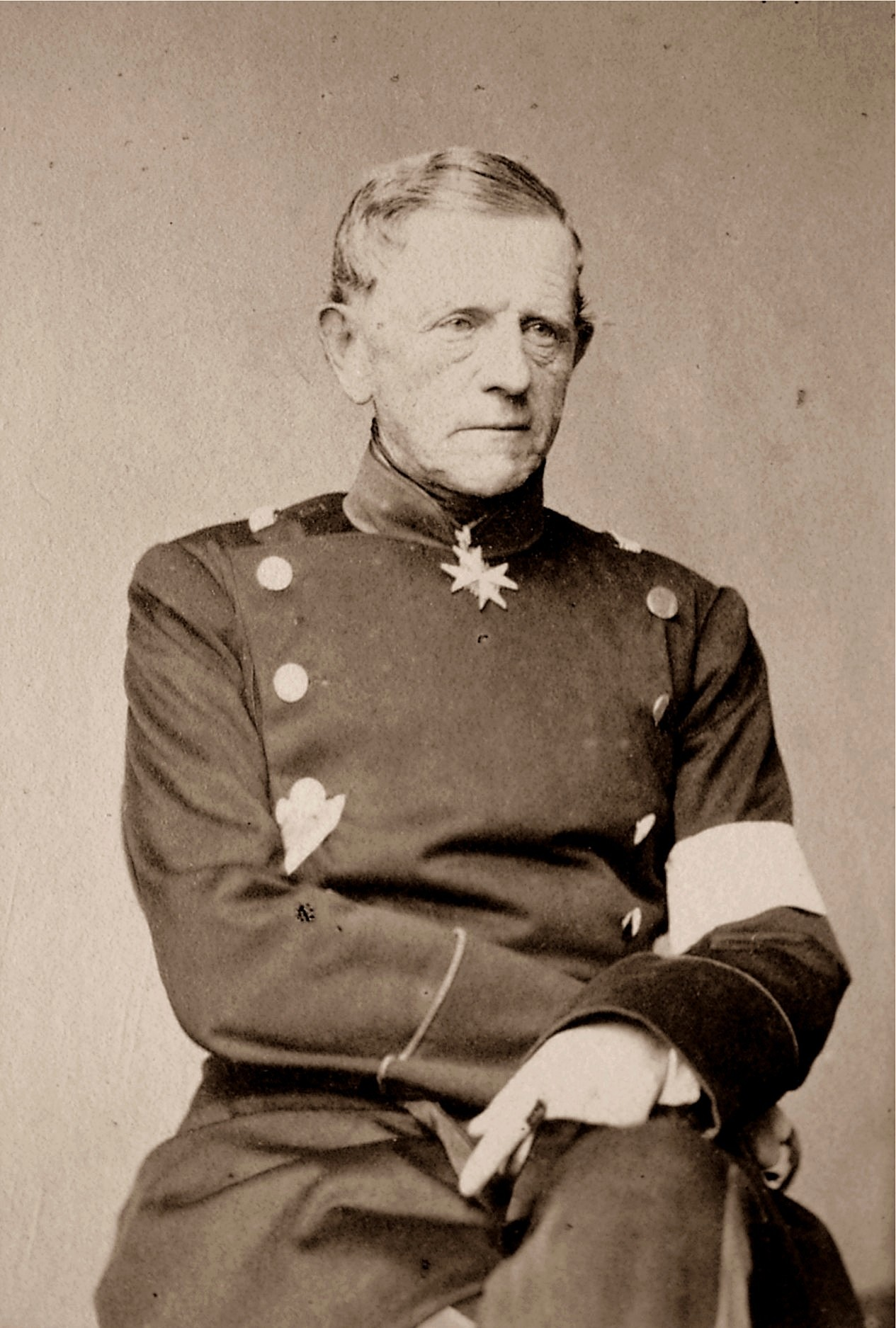
Helmuth von Moltke

Để đối phó hiệu quả với quân đội Áo-Sachsen, Moltke hiểu rằng quân đội Phổ cần phải ra tay trước. Điều đó không phải là rất khó do vua Wilhelm I không muốn tổng động viên trước người Áo. Nhưng sự am hiểu của Moltke về đường sắt đã giúp cho ông tiết kiệm thời gian động viên lực lượng. Như một bản tấu thỉnh của ông cho hay "cơ hội thắng lợi hay thất bại trong cuộc chiến dựa vào những quyết định đúng lúc được tiến hành ở đây [Berlin] hơn là ở Viên. Chúng ta có lợi thế về việc sử dụng năm tuyến đường sắt để tập trung quân lực ta tại biên giới Sachsen-Böhmen trong ngày thứ 25 của cuộc tổng động viên". Tận dụng triệt để 5 tuyến đường sắt này, Moltke điều động toàn bộ các quân đoàn đồng loạt di chuyển từ doanh trại của họ tại các tỉnh Phổ tới các điểm tập kết trên tuyến Zeitz-Halle-Görlitz-Schweidnitz. Sau khi hoàn tất vận chuyển lực lượng, Moltke phân chia các quân đoàn thành ba tập đoàn quân: Tập đoàn quân Elbe do tướng Herwarth von Bittenfeld chỉ huy án ngữ gần Torgau, Tập đoàn quân số 1 dưới quyền Friedrich Karl ở cực tây Schlesien, và Tập đoàn quân số 2 dưới quyền Thái tử Friedrich Wilhelm đóng giữ khu vực giữa Landeshut và Waldenburg.
Sau khi hội đủ binh lực, Tập đoàn quân số 1 đông tiến về Görlitz. Quân đội nhỏ bé của Sachsen giờ đây rơi vào nguy cơ bị Tập đoàn quân số 1 và Tập đoàn quân Elbe đánh bọc sườn phải. Trước tình hình đó, quân Sachsen rút chạy vào Böhmen, nơi chiến sự vừa mới bùng nổ. Tại đây, họ hội quân với một quân đoàn Áo và hình thành lực lượng tiền vệ cách xa về phía trước quân đội chủ lực của Áo vốn đang tập kết ở Olmütz. Sau đó, Bittenfeld điều Tập đoàn quân Elbe hành binh tới Dresden, rồi di chuyển về bên phải Tập đoàn quân số 1. Từ đây, Vương thân Friedrich Karl nắm quyền tổng chỉ huy cả hai tập đoàn quân. Các cuộc hành quân này đã đặt hai tập đoàn quân của Friedrich Karl và Tập đoàn quân số 2 của Thái tử nằm cách nhau 161 km. Vấn đề được đặt ra trước mắt Moltke giờ đây là phải đưa hai cụm quân này lại gần nhau để tạo thế gọng kìm kẹp quân địch ở giữa.
Nếu như quân Áo rút về Breslau, các Tập đoàn quân số 1 và Elbe sẽ tiếp tục tiến về hướng đông để hợp binh với Tập đoàn quân số 2. Nhưng vào ngày 15 tháng 6, tin tức tình báo đã cho Moltke biết rằng quân Áo đã dàn trận trên các chiến tuyến trải khắp Wilden-Schwerdt, Olmütz và Brunn. Ông trù tính rằng người Áo sẽ không thể tập trung binh lực tại Josephstadt trong vòng dưới 13 ngày. Do vậy, ông truyền lệnh cho Friedrich Karl và Friedrich Wilhelm kéo quân đến Gitschin để hội quân ở đây. Ông nhận định rằng trên đường tiến, Thái tử sẽ phải chạm trán với một bộ phận quân đội Áo. Trong khi Thái tử có 10 vạn quân, hẳn là người Áo sẽ không thể huy động kịp một lực lượng mạnh hơn để đối phó với ông. Lệnh tiến quân về Gitschin được ban hành vào ngày 22 tháng 6 và đã dẫn đến thắng lợi vang dội ở Königgrätz.

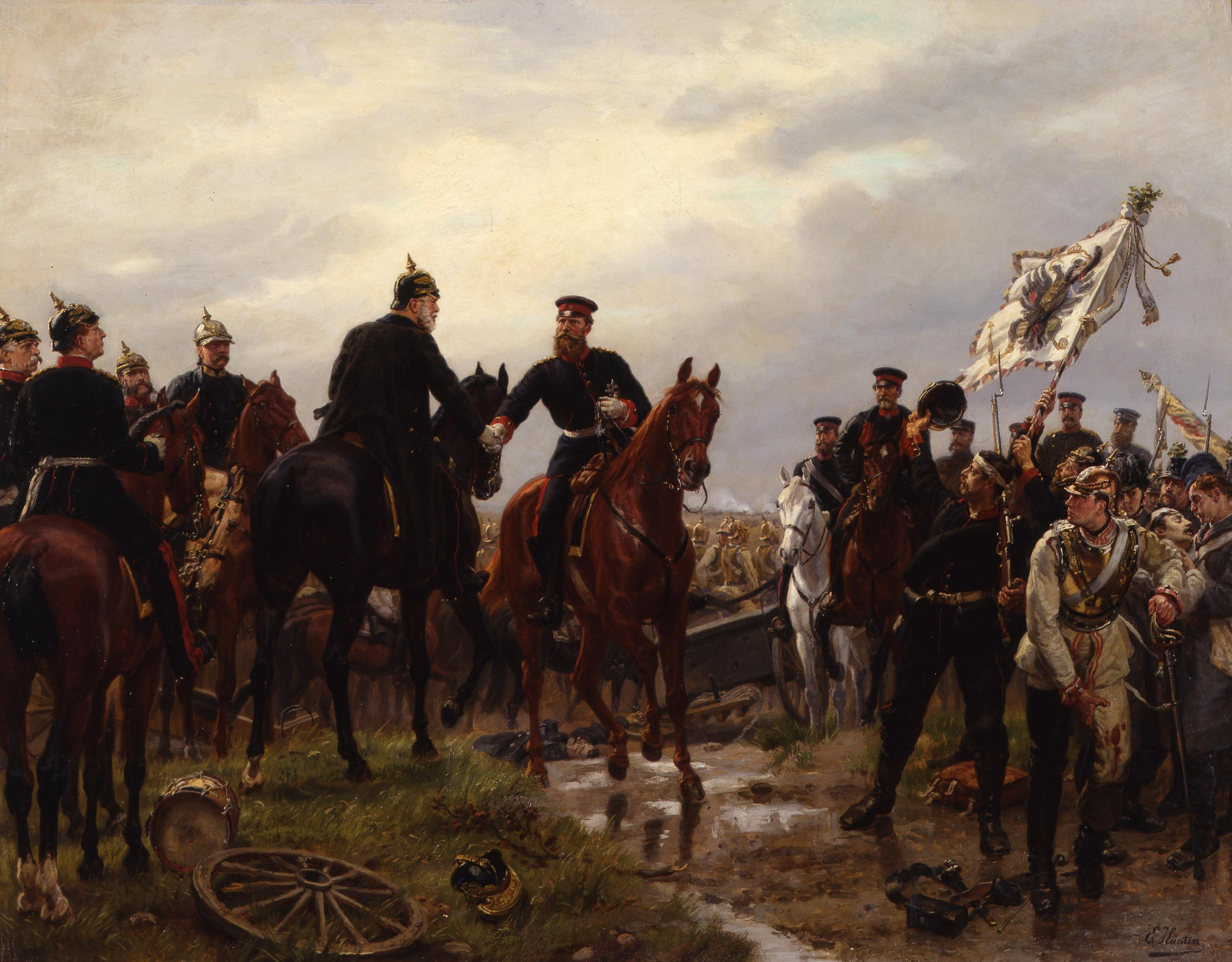
Sự tiếp viện kịp lúc của Thái tử Friedrich Wilhelm đã quyết định phần thắng của quân đội Phổ ở trận Königgrätz.

Phía Áo hành quân nhanh hơn những gì mà Moltke dự kiến. Tổng chỉ huy quân Áo là Ludwig von Benedek chú trọng đối phó với Tập đoàn quân số 1 và chỉ điều 4 quân đoàn đương đầu với Thái tử Phổ. Liên quân Áo-Sachsen liên tục thất trận. Vào ngày 1 tháng 7, Benedek quy tụ các lực lượng rệu rã của ông ta trên một tuyến phòng ngự tại Königgrätz-Sadowa. Hai cụm quân của Moltke giờ đây nằm cách nhau và cách quân địch một ngày hành quân. Ông điều động Tập đoàn quân số 1 tiến công trực diện để giam chân quân Áo trong khi các Tập đoàn quân số 2 và Elbe đánh thọc cánh phải và cánh trái của quân địch. Các tập đoàn quân số 1 và Elbe nổ súng tấn công lúc rạng sáng ngày 3 tháng 7, trong khi Tập đoàn quân số 2 chưa hề nhận được lệnh của Moltke do tuyến điện báo bị hỏng. Cuộc tấn công của hai tập đoàn quân Phổ bị chặn đứng. Trong khi đó, một sứ giả đã mang lệnh tấn công của Moltke đến đại bản doanh của Thái tử. Lúc nhà vua thốt lên: ""Moltke, Moltke, chúng ta đang thất trận", ông quả quyết: "Bệ hạ sẽ thắng cả chiến dịch chứ không chỉ một trận đánh". Sau khi di chuyển trên những đoạn đường lầy lội, Tập đoàn quân số 2 đã nhập trận vào khoảng 13h30 và đập tan cánh phải quân Áo, xoay chuyển cục diện thành chiến thắng toàn diện của Phổ.
Trong khi quân Áo bỏ chạy tán loạn, các đơn vị quân Phổ đã quá mệt mỏi để có thể tiến hành truy đuổi. Một số bình luận viên chỉ trích Moltke vì đã để chủ lực đối phương thoát khỏi vòng vây, nhưng theo Max Boot, không phải là một tổn thất lớn. Quân Áo-Sachsen đã bỏ lại toàn bộ các khẩu đại bác và hầu hết tiếp tế của mình trên chiến trường. Thêm vào đó, họ bị tổn thất gấp 5 lần quân Phổ. Chiến thắng quyết định của Moltke ở Königgrätz đã quyết định kết cục của cuộc chiến. Tin chắc rằng quân Phổ có thể đánh bại cả sự can thiệp của Pháp, Moltke mong muốn hành quân vào Viên và tận diệt tàn binh Áo. Trái lại, Bismarck chủ trương không để Pháp can thiệp và phản đối truy kích. Cuối cùng, quan điểm của Bismarck đã thắng thế. Vào ngày 23 tháng 8 năm 1866, hai bên ký kết Hòa ước Praha chấm dứt chiến tranh.
Thắng lợi của Moltke năm 1866 đã gây chấn động châu Âu và làm nên tiếng vang về tài mưu lược của ông. Lần đầu tiên trong lịch sử, một tư lệnh chiến trường đã áp dụng những phát minh hiện đại như đường sắt và điện báo để phối hợp thành công các cuộc hành quân quy mô lớn về điểm tập kết quyết định vào thời điểm thích hợp để đánh bại quân đội địch. Theo sử gia Michael D. Krause, trong việc lên kế hoạch tác chiến của Moltke, những suy tính của vị tướng đã được bổ trợ bằng sự am hiểu địa hình của ông, những tin tức về điểm tập kết của địch và nhận định đúng đắn của ông về Tổng tư lệnh đối phương. Ông luôn vững tin vào năng lực của tướng sĩ Phổ, đồng thời hiểu rõ về quân tướng Áo. Ông đã bất ngờ khi hay tin Hoàng đế Áo quyết định cử Benedek ra chỉ huy quân đội Áo. Trong công trình khảo cứu của mình về cuộc chiến năm 1859, ông từng bình phẩm vào danh sách đội hình quân Áo theo sau tên của Benedek rằng ông ta "không phải là một tổng tư lệnh hay một chiến lược gia; sẽ cần có sự giúp đỡ để điều khiển quân đội". Ngay từ trước trận Königgrätz, Benedek đã tuyệt vọng tin rằng mình là kẻ bại trận, trái lại Moltke, với sự nhất trí của nhà vua, luôn tỏ ra điềm tĩnh và quyết đoán.

#### Không "ngủ quên trên chiến thắng"
Sau khi ca khúc khải hoàn trở về kinh đô Berlin, Moltke nói: "Tôi ghét mọi lời tán tụng thái quá. Tôi chỉ làm bổn phận của mình". Không lâu sau đại thắng, Nghị viện Phổ khen tặng ông 3 vạn mark, và ông dùng số tiền này để mua điền trang Kreisau, gần Schweidnitz (nay là Świdnica) ở Schlesien. Moltke cuối cùng đã trở thành một quý tộc chúa đất Phổ. Nhưng hạnh phúc của ông không được dài lâu: sau khi hôn thê của ông qua đời tại Berlin vào ngày 24 tháng 12 năm 1868, Moltke đã xây một nhà nguyện ở khu vườn của điền trang Kreisau và chôn cất vợ mình tại đây.
Sau chiến thắng, ông hợp nhất quân đội các nước Liên bang Bắc Đức vào cơ cấu quân sự của Phổ, đồng thời áp đặt cơ cấu này vào quân đội các nước Nam Đức. Vào năm 1867, công trình nghiên cứu Chiến dịch năm 1866 được cho ra mắt công chúng. Tư liệu này đã được soạn thảo dưới sự giám sát trực tiếp của Moltke và được người đương thời công nhận là khá chính xác.
Trái ngược với tâm lý hết sức thông thường của người chiến thắng, Moltke đã xét lại chiến dịch năm 1866 và chỉ ra những khuyết điểm của kỵ binh, pháo binh và bộ binh Phổ. Vào tháng 7 năm 1868, Moltke dâng vua một bản tấu thỉnh trong đó ông giải trình rằng ông không hề chỉ trích một đơn vị cụ thể nào, mà chỉ phân tích bài học kinh nghiệm của chiến dịch 1866 để chỉnh đốn đường lối tác chiến của quân đội. Ông đúc kết rằng kỵ binh phải tăng cường các hoạt động bảo vệ và trinh sát, đồng thời phải biết nắm bắt, khai thác tình hình trận đánh để phát huy tối đa đủ vai trò của mình trong tác chiến. Trong khi đó, pháo binh, vốn liên tục thay đổi vị trí và chưa được tập trung ở mức độ hoàn chỉnh trong năm 1866, phải được tập trung dày đặc hơn để nâng cao hiệu suất chiến đấu. Thêm vào đó, các đơn vị kỹ thuật trong một cuộc vận động chiến phải được triển khai sớm và không thể bị bỏ lại ở đằng sau đội hình hành quân. Trên hết, Moltke nhấn mạnh rằng các tư lệnh phải phối hợp nhuần nhuyễn hoạt động của các binh chủng tác chiến. Những ý tưởng của Moltke đều được sự nhất trí của quân vương.

### Chiến tranh Pháp-Đức
Moltke coi Pháp là kẻ đã gây ra hàng loạt các cuộc chiến tranh ở châu Âu trong suốt 200 năm qua. Do vậy, chiến tranh với Pháp là một mối bận tâm với ông gần như ngay từ khi nhậm chức Tổng tham mưu trưởng vào năm 1857. Dưới sự chỉ đạo của ông, Bộ Tổng tham mưu không ngừng cập nhật các bản kế hoạch chiến tranh của mình dựa trên những thay đổi của tình hình chính trị, tương quan lực lượng và hiệu quả của hệ thống đường sắt các nước liên quan. Nhưng đến mùa thu năm 1867, Moltke và Bộ Tổng tham mưu đã nhận định rằng khả năng xảy ra một cuộc chiến tranh với Pháp là không phải là có thể, mà là tất yếu. Moltke, người mà từ lâu đã tin rằng một cuộc chiến với Pháp là không thể tránh khỏi, đã xây dựng kế hoạch chiến tranh dựa trên những trù tính của ông về thời gian, địa điểm và cách thức phân bố lực lượng nhằm huy động hàng triệu binh sĩ tiến qua biên giới Đức-Pháp.

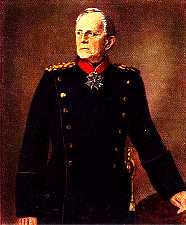
Moltke qua nét vẽ của Franz von Lenbach

#### Khâu chuẩn bị
Để đánh nhanh thắng nhanh trước khi nước Áo có thể can thiệp, cuộc chiến chống Pháp đòi hỏi ông phải huy động nhiều quân hơn (tầm 50 vạn quân để đối chọi với 30 vạn quân Pháp khi cuộc chiến bùng nổ) và vận chuyển quân ra chiến trường nhanh hơn kẻ thù của mình. Nhưng trong lần này, quãng đường chuyển quân của ông dài hơn rất nhiều so với năm 1866, trong khi ông phải bố trí một lực lượng có tầm cỡ dọc theo biên giới Áo nhằm ngăn chặn mọi nguy cơ tiềm tàng từ hướng này.
Giống như trong cuộc chiến với Áo, Moltke đã tính toán rất nhiều để tiên liệu diễn biến của chiến dịch. Các hoạt động đánh trận giả của Bộ Tổng tham mưu đã tiết lộ rằng bằng việc tập trung quân đội Đức về phía nam Main theo ba đạo quân, Moltke sẽ đạt được sự linh hoạt tối ưu trong tác chiến, đặc biệt là do những hạn chế trong hệ thống đường sắt của họ buộc quân Pháp phải tập kết lực lượng gần Strasbourg và Metz. Theo như ông hình dung, quân đội Đức sẽ tiến theo hình bán nguyệt tròn trịa. Cũng như năm 1866, Moltke nhận định: "Mục tiêu của chúng ta là truy tìm quân chủ lực địch và tấn công chúng, ở bất cứ nơi nào chúng bị tìm thấy". Nếu đạo quân chủ lực của Pháp xuất hiện ở phía trước đạo quân trung tâm, họ sẽ bị các đạo quân Đức ở cánh trái và cánh phải tấn công ngang sườn từ hai hướng. Còn nếu đạo quân chủ lực của Pháp được phát hiện ở trục nam hay trục bắc, đạo quân Đức ở trục này sẽ mở một đợt tiến công trực diện nhằm kìm chân địch trong khi hai đạo quân kia đánh bọc sườn và tập hậu địch. Về cơ bản, Moltke chủ trương tập trung tầm ngắm vào đội quân chủ lực của Pháp và tấn công nhằm đuổi đạo quân này ra xa Paris, đồng thời cắt đứt tuyến liên lạc của họ với kinh đô Pháp. Pháo đài Metz chỉ cần được đặt trong tình trạng quan sát, và quân chủ lực của Đức, sau khi đánh tan quân chủ lực Pháp, sẽ tiến đánh Paris.
Cơ hội cho nước Phổ và Moltke đã đến vào năm 1870, khi tranh chấp nảy sinh từ một yêu cầu của triều đình Tây Ban Nha nhằm tôn một thân vương Phổ lên làm vua nước họ. Trước sự phản đối kịch liệt của người Pháp, vua Wilhelm I chấp thuận thuyết phục vị thân vương này từ chối đề nghị ngai vàng Tây Ban Nha. Khi phía Pháp lớn tiếng ép buộc vua Phổ hứa không bao giờ ủng hộ một ý tưởng như vậy, Bismarck được sự nhất trí của Moltke đã sửa chữa bức điện hồi đáp của nhà vua với lời lẽ gây cho hoàng đế Pháp là Napoléon III giận dữ. Pháp đã đặt mình vào vai trò của kẻ gây hấn và phát lệnh động viên quân đội. Và, bản kế hoạch chiến tranh đã được soạn thảo chu đáo của Moltke nhanh chóng được áp dụng. Trong suốt hai tuần từ ngày 15 cho đến ngày 31 tháng 7 năm 1870, khi mà nửa triệu quân Phổ di chuyển vào vị trí theo bản kế hoạch chu đáo, Moltke thong thả dành thời gian đọc tiểu thuyết. Chính khách Friedrich von Holstein tường thuật:
| “                        | Đại tá Stiehle cũng kể với tôi rằng ông nhìn thấy Moltke nằm ghế sofa với cuốn tiểu thuyết của Ngài Walter Scott trong tay. Khi ông đại tá cho đôi lời phê bình về việc nằm đọc sách trong một thời khắc như vậy, Tướng quân điềm đạm trả lời: "Sao không? Mọi thứ đã sẵn sàng. Chúng ta chỉ cần nhấn nút mà thôi." | ” |
| — Friedrich von Holstein | |   |

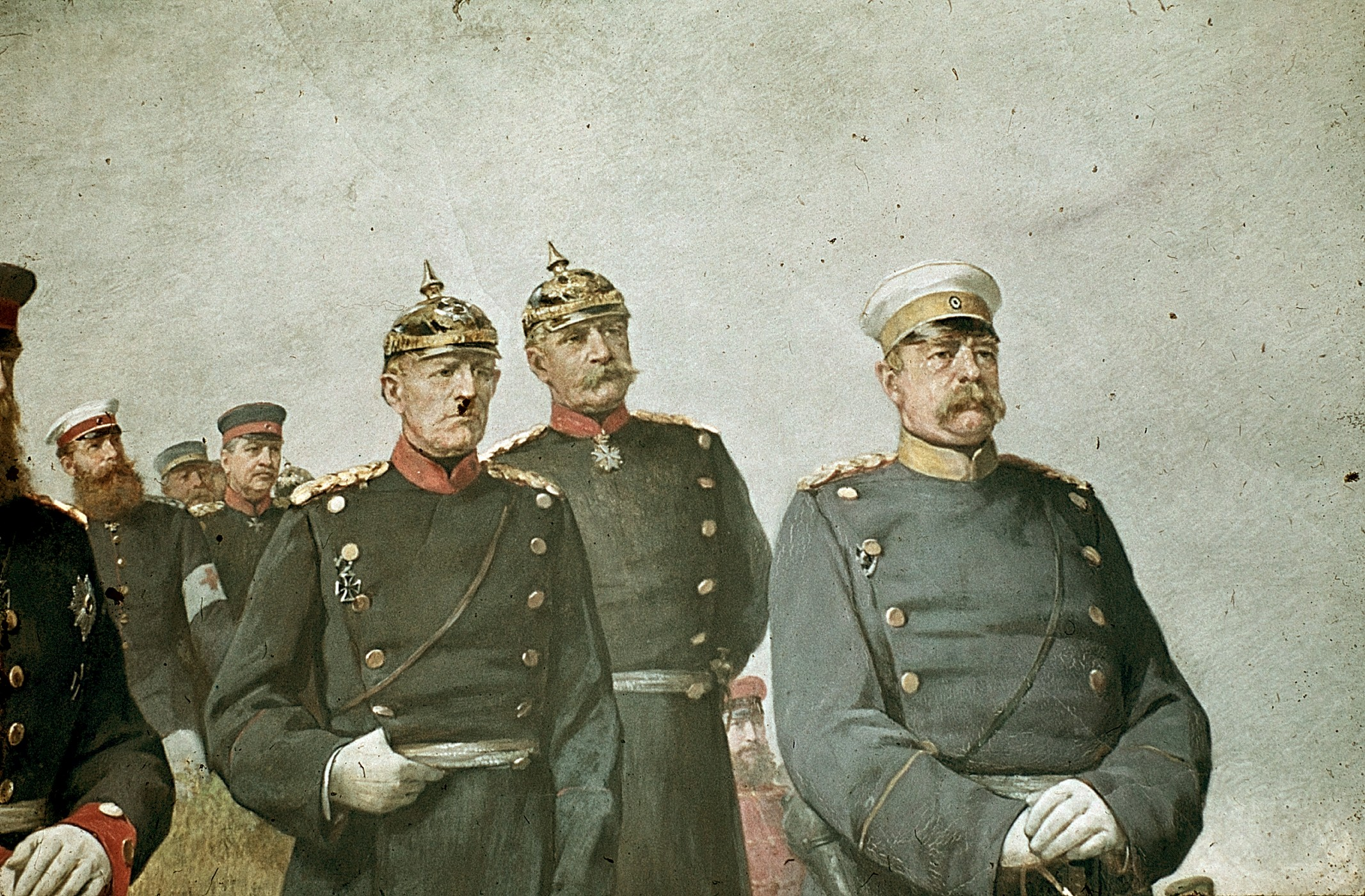
Bộ ba Bismarck, Roon và Moltke trên chiến trường Sedan ngày 1 tháng 9.

Ngày 20 tháng 7 năm 1870, vua Wilhelm I phong ông chức "Tổng tham mưu trưởng Quân đội tại Đại bản doanh của Đức Vua", theo đó ông được quyền ban hành mệnh lệnh trên danh nghĩa nhà vua trong suốt cuộc chiến. Moltke đưa một "Bộ Tổng tham mưu cơ động" theo ông ra mặt trận. Bên cạnh các sĩ quan tùy tùng thông thường, bộ tham mưu cơ động này còn bao gồm một viên phó tổng tham mưu trưởng và các trưởng bộ phận về tác chiến, tình báo, liên lạc, tiếp tế và đường sắt. Mỗi bộ phận đều có sự tham gia của khoảng từ 60 đến 80 viên sĩ quan tham mưu. Trong khi cuộc tổng động viên của Pháp diễn ra trong tình trạng hỗn loạn, phía Phổ động viên lực lượng với tốc độ đáng kể. Trong ngày 30 tháng 7, Moltke đã triển khai 468.000 quân Đức ở biên giới Pháp, đồng thời giữ lại 95.000 quân (ngoại trừ dân binh) để trừ bị và đề phòng khả năng can thiệp của Áo.
Một lần nữa, kế hoạch của ông chia lực lượng Phổ-Đức làm 3 tập đoàn quân: Tập đoàn quân số 2 (174.000 quân) ở trung tâm do Thân vương Friedrich Karl chỉ huy sẽ tiến về Saarbrücken trong khi Tập đoàn quân số 1 (65.000 quân) dưới quyền tướng Karl Friedrich von Steinmetz về phía bắc sẽ hành quân song hành với Tập đoàn quân số 2 trên sông Saar. Ở cánh trái, Tập đoàn quân số 3 gồm 141.000 quân dưới sự thống lĩnh của Thái tử Friedrich Wilhelm sẽ tiến đánh Strasbourg, thủ phủ vùng Grand Est.

#### Diễn tiến chiến dịch
Sau khi thành lập Tập đoàn quân Rhine gồm 8 quân đoàn do bản thân trực tiếp chỉ huy, Hoàng đế Pháp Napoléon III đã điều các Quân đoàn II (tướng Frossard), III (Thống chế Bazaine), IV (tướng Ladmirault) và V (tướng De Failly) tiến gần đến biên giới Đức-Pháp ở Lorraine vào ngày 31 tháng 7 năm 1870 sau khi cuộc Chiến tranh Pháp-Đức bùng nổ. Dù không có kế hoạch rõ ràng, vào ngày 2 tháng 8, Frossard kéo Quân đoàn II đánh vào bản thổ Đức và giành được thị trấn biên ải Saarbrücken từ tay 3 đại đội của Trung đoàn 40, Sư đoàn 16 (Phổ). Giữa lúc dư luận Pháp rộn rã ăn mừng thắng lợi mở màn của quân lực, Bộ Chỉ huy quân Pháp tại Metz lại trở nên dè đặt và không thể xác định một mục đích cụ thể nào cho các hoạt động tiếp theo.
Moltke bấy giờ đã hội đủ các đạo binh hùng hậu của mình của mình trên một diện rộng từ Koblenz xuống Karlsruhe vào đầu tháng 8 năm 1870. Ông dự định tập trung toàn lực Tập đoàn quân số 2, với Tập đoàn quân số 1 yểm trợ sườn phải tại Tholey, trên bờ đông sông Saar để giam chân chủ lực Tập đoàn quân Rhine trong khi Tập đoàn quân số 3 (125.000 quân) tràn vào Alsace, đánh bại Quân đoàn I của Thống chế Pháp MacMahon tại đây rồi vượt dãy Vosges. Tiếp theo đó, Tập đoàn quân số 2 sẽ tấn công quân chủ lực Pháp trong khu vực từ Saarbrücken đến Sarreguemines trong khi Tập đoàn quân số 1 quành xuống phía nam bao vây sườn trái và Tập đoàn quân số 3 vòng lên phía bắc để bọc kín sườn phải.

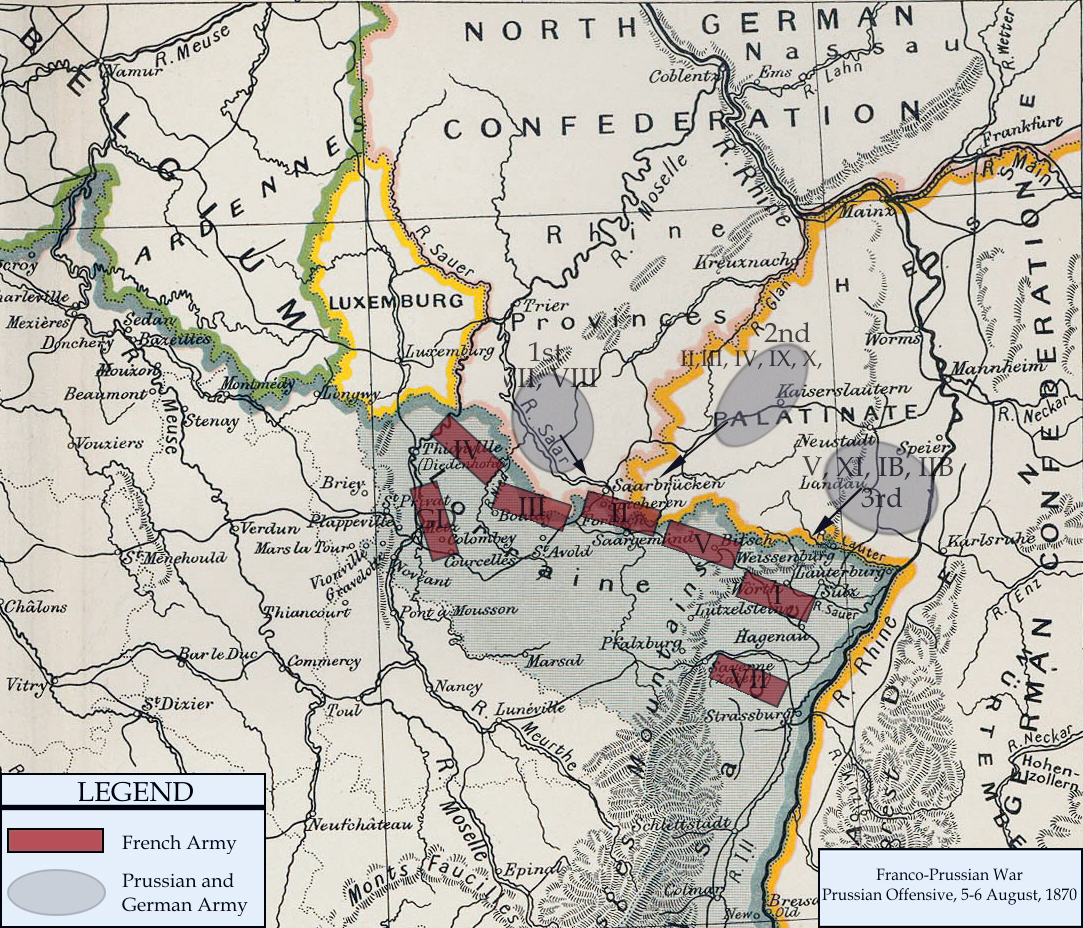
Bản đồ các cuộc tấn công của quân đội Phổ-Đức, 5-6 tháng 8 năm 1870.

Tuy nhiên, lão tướng 74 tuổi Steinmetz do thèm khát vinh quang nên bất mãn với vai trò trừ bị và bảo vệ sườn mà ông và tập đoàn quân nhỏ bé của mình phải đảm nhận. Bất chấp lệnh nghiêm cấm vượt sông Saar của Moltke và truyền thống tuân thủ thượng lệnh của quân lực Phổ, vào ngày 5 tháng 8, Steinmetz cố tình quay toàn bộ Tập đoàn quân số 1 xuống phía nam để tiến đánh Saarbrücken theo các lộ trình mà Bộ Tổng tham mưu dành riêng cho cho Tập đoàn quân số 2, làm cắt rời bộ binh của Friedrich Karl – vốn đang tiến xuống con đường Ottweiler-Neunkirchen – khỏi các sư đoàn kỵ binh của ông – vốn đang đi thẳng về thung lũng Saar để thám sát lực lượng địch – và lôi hai tập đoàn quân vào một chiến dịch tấn công trực diện ngoài ý muốn của Moltke. Khi Steinmetz lý giải với Moltke rằng mục đích của ông là nhằm hỗ trợ Tập đoàn quân số 2 bằng cách dụ quân Pháp tấn công thật dữ dội vào tập đoàn quân của ông, tướng Moltke chỉ đơn thuần ghi chú vào bản thông điệp của Steinmetz: "Sẽ đẩy Tập đoàn quân số 1 đến sự thất trận".
Trong khi đó, tin tức về sự xuất hiện của nhiều đạo quân Đức ngoài thị trấn biên ải Wissembourg (Alsace) ngày 3 tháng 8 và cuộc tấn công thắng lợi của Tập đoàn quân số 3 Đức vào Wissembourg ngày 4 tháng 8 đã buộc Napoléon phải chuyển sang thế trận phòng ngự trên mạn đông nước Pháp và Frossard rút Quân đoàn II về một tuyến phòng thủ rắn chắc quanh hai làng Spicheren và Forbach tại Lorraine, cách Saarbrücken 3,22 km. Vào ngày 6 tháng 8 năm 1870, trong khi quân chủ lực Tập đoàn quân số 3 đánh tan Quân đoàn I và một sư đoàn thuộc biên chế Quân đoàn VII Pháp ở trận Wœrth-Frœschwiller, các thành phần thuộc hai Tập đoàn quân số 1, 2 đánh bại Quân đoàn II Pháp tại trận Spicheren-Forbach. Hỏa lực ưu việt của bộ binh Pháp đã gây cho các lực lượng tấn công Phổ nhiều thiệt hại, nhưng không thể ngăn họ tiến về phía trước, tìm kiếm sườn quân Pháp và ép đối phương rút khỏi tuyến phòng ngự cứng rắn của mình. Trong khi hầu hết mọi đơn vị Pháp chờ lệnh cấp trên, mọi đơn vị Phổ đều hành quân theo tiếng đại bác và lâm chiến ngay sau khi tìm ra quân địch.

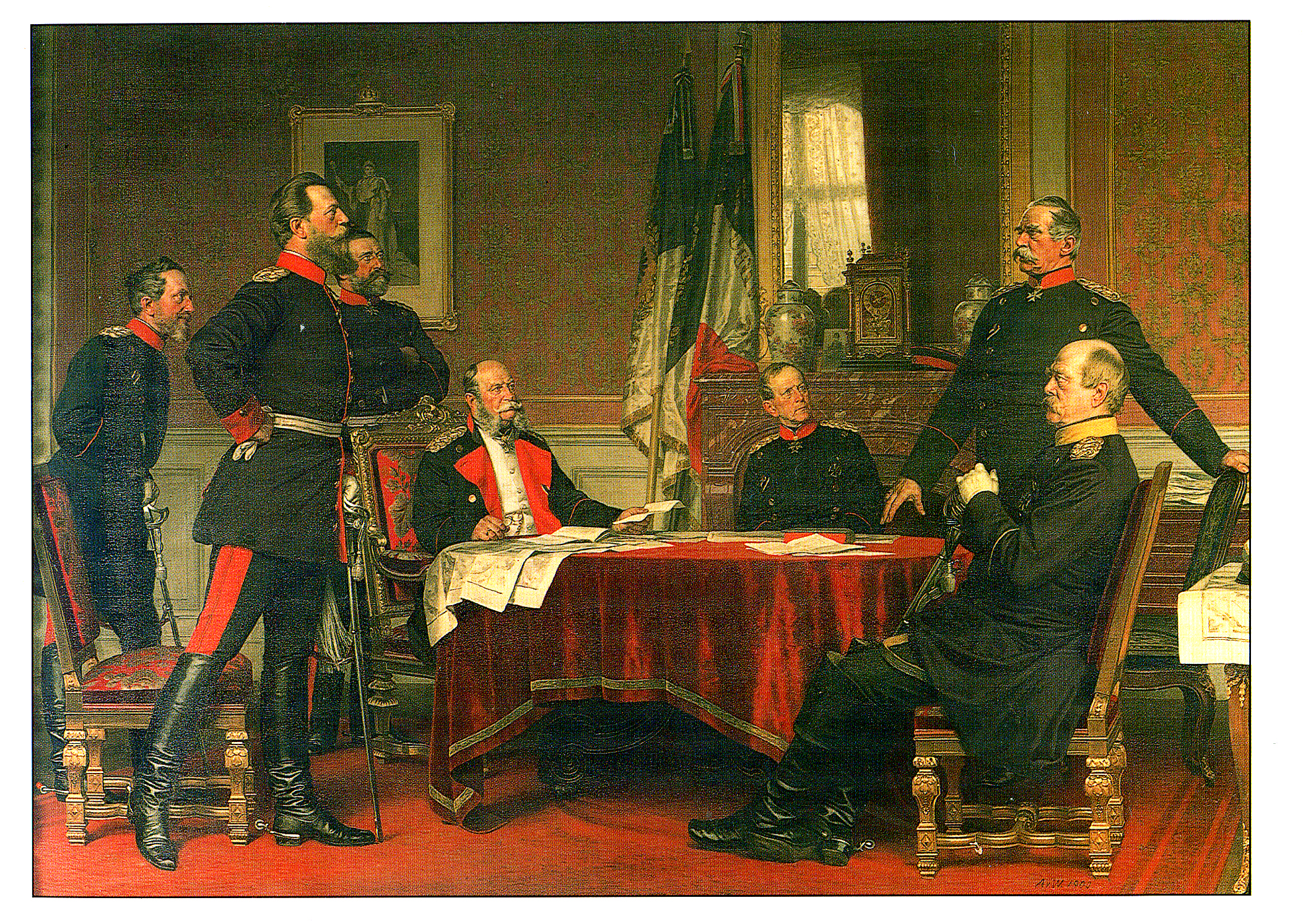
Tổng hành dinh quân Phổ tại Versailles trong cuộc vây hãm Paris.

Kế hoạch bao vây xóa sổ quân chủ lực Pháp ở biên giới đã không được như ý muốn của Moltke. Mặt khác, hai thất bại mở màn tại Wœrth-Frœschwiller và Spicheren-Forbach đã giáng một đòn đau vào tinh thần quân lính và tâm lý các tướng lĩnh Pháp. Trong thư gửi cho Trung tướng Blumenthal - Tham mưu trưởng Tập đoàn quân số 3 ngày 7 tháng 8, Moltke cho rằng cách tốt nhất để các tàn binh bại tướng Pháp xoay chuyển tình hình lúc này là lập một kế hoạch rành mạch nhằm tập trung toàn bộ lực lượng tại St. Avold (Lorraine) và tung một đòn hồi mã thương vào một bộ phận riêng lẻ của quân Phổ. Nhưng ông kết luận: "một quyết định mạnh mẽ như vậy là không hợp lý với thái độ mà họ bộc lộ cho đến giờ". Thật vậy, Napoléon đã nhượng lại quyền chủ động chiến lược cho các đạo quân của Moltke khi ông ta phát lệnh cho toàn bộ quân lực rút về Châlons-sur-Marne. Nhưng Quân đoàn II đã tự ý rút lui theo hướng Metz mà không báo với cấp trên sau khi được tin Quân đoàn I thảm bại ở Wœrth-Frœschwiller. Cuối ngày 7 tháng 8, Napoléon lệnh cho 3 quân đoàn bên phải triệt thoái về Châlons để thành lập Tập đoàn quân Châlons do MacMahon chỉ huy, trong khi Tập đoàn quân Rhine triệt thoái tới pháo đài Metz, trước khi rút tới Châlons theo đường Verdun để hội quân với tập đoàn quân mới của MacMahon. Ngày 12 tháng 8, Hoàng đế nhượng quyền chỉ huy Tập đoàn quân Rhine cho Bazaine.

##### Thanh toán các tập đoàn quân Pháp
Nhận định lại tình hình, Moltke quyết định để Tập đoàn quân số 3 truy đuổi các quân đoàn I, V và VII của MacMahon trong khi các Tập đoàn quân số 1 và 2 "xử lý" Bazaine. Moltke đơn thuần phớt lờ Metz và điều quân vượt tuyến đường rút của địch. Ông huy động Tập đoàn quân số 1 và Tập đoàn quân số 2 khép kín quân Pháp từ hướng nam. Ngày 16 tháng 8, các quân đoàn III (tướng Alvensleben) và X (tướng Voigts-Rhetz) của Tập đoàn quân số 2, do tin là mình đang gặp phải hậu quân Pháp, đã tiến công toàn bộ Tập đoàn quân Rhine ở Vionville - Mars-la-Tour. Các đợt tấn công của bộ binh Phổ sớm bị chặn đứng, song lực lượng pháo binh thiện chiến của Phổ, vốn được cải tiến rất nhiều kể từ sau năm 1866, đã cứu vãn họ khỏi một thất bại nặng nề. Trận đánh kết thúc trong màn đêm với thiệt hại rất lớn cho cả hai bên tham chiến. Mặc dù không phe nào giành thắng lợi rõ rệt, quân của Moltke đã khóa được đường rút của Tập đoàn quân Rhine về Verdun, buộc Bazaine phải rút quân trở lại hướng Metz.
Trận đánh lớn tiếp theo bùng nổ ở Gravelotte-St. Privat ngày 18 tháng 8 trên một thế trận đảo ngược: các Tập đoàn quân số 1 và 2 dựa lưng về Paris ở hướng tây trong khi Tập đoàn quân Rhine dựa lưng về biên giới với Đức. Moltke dự định dùng đại bác giã nhừ phòng tuyến quân Pháp, rồi thọc sườn quân Pháp quanh St. Privat và hợp vây chiến tuyến quân Pháp từ phía bắc sang phía nam. Tuy nhiên, các thuộc cấp của ông đã phát động những đợt tấn công trực diện vào tuyến phòng ngự của Pháp trên các cao điểm chế ngự trận địa. Các đợt tấn công của quân Đức bị chặn đánh với thiệt hại hết sức nặng nề. Mặc dù vậy, bộ binh của Moltke với sự hỗ trợ đắc lực của pháo binh cuối cùng đã đánh chiếm được các cao điểm phía trên Metz và ép địch rút xuống pháo đài sau một ngày giao tranh khốc liệt. Dù Moltke từng viết "cuộc vây hãm Metz không nằm trong kế hoạch ban đầu của chiến dịch", giờ đây ông quyết định tiến hành bao vây pháo đài.
Vua Wilhelm I tin rằng chiến thắng Gravelotte đã quyết định cục diện của chiến tranh, song Moltke vẫn không an tâm. Ông tách 3 quân đoàn khỏi Tập đoàn quân số 2 để hình thành Tập đoàn quân Maas do Thái tử Albert I của Sachsen chỉ huy. Trong khi Tập đoàn quân số 1 và 4 quân đoàn còn lại của Tập đoàn quân số 2 vây hãm Metz, những đạo binh hùng hậu của các Thái tử Phổ và Sachsen tiến về phía tây cho đến khi bắt kịp Tập đoàn quân Châlons mới được thành lập của MacMahon trong khi đạo này đang hành quân đi giải vây cho Metz. Sau khi Quân đoàn V thua trận Beaumont vào ngày 30 tháng 8,, quân của MacMahon phải rút vào Sedan trong ngày hôm sau. Bằng một cuộc tấn công gọng kìm, Moltke đã bao vây tiêu diệt Tập đoàn quân Châlons trong trận Sedan ngày 1 tháng 9. Mọi nỗ lực thoát vây của các đơn vị quân Pháp đều bị hỏa lực pháo binh và bộ binh của Moltke đập tan với thiệt hại hết sức nặng nề. Theo lời kể của viên sĩ quan tham mưu Alfred von Waldersee - người kế nhiệm tương lai của Moltke, trong bữa ăn tối với Bismarck, Roon, Moltke và các tướng lĩnh cấp cao vào đêm chiến thắng, Wilhelm I khen ngợi "người đã mài sắc lưỡi gươm cho ta, người đã sử dụng nó, và người đã dẫn đường đúng đắn cho các chính sách của ta".
Hôm sau, Napoléon III cùng toàn bộ 83.000 binh sĩ của Tập đoàn quân Châlons đầu hàng và bị bắt làm tù binh. Tập đoàn quân cuối cùng của Đế chế Pháp đã bị xóa sổ. Thắng lợi quyết định của Moltke ở Sedan đã khẳng định vai trò đặc biệt của học thuyết trận đánh hủy diệt (Kesselschlacht) trong nền tư tưởng quân sự Đức trước năm 1945. Sau đại thắng, ông phát động cuộc vây hãm Paris. Trên khắp nước Pháp, chính quyền Pháp thành lập các tập đoàn quân mới để giải nguy cho thủ đô, nhưng những đội quân này liên tiếp bị đánh tan. Metz thất thủ vào ngày 27 tháng 10. Cuối tháng 12 năm 1870, Bismarck ra lệnh nã đại bác vào Paris. Moltke phản đối hành động này vì ông cho rằng việc pháo kích là không cần thiết và thành phố sẽ bị buộc phải khuất phục sau vài tháng bỏ đói. Bismarck vẫn tiếp tục tiến hành pháo kích, nhưng suy tính của Moltke đã đúng. Trước tình trạng thiếu lương thực trầm trọng, Paris đầu hàng vào ngày 28 tháng 1 năm 1871. Tháng 3 năm đó, hai nước ký kết hiệp định đình chiến. Hòa ước Frankfurt vào ngày 10 tháng 5 năm 1871 đã đặt dấu chấm hết cho cuộc chiến.
Tháng 1 năm 1870, Thượng tá Julius von Verdy du Vernois, một trong những sĩ quan hàng đầu của Phổ, đã ca ngợi đức độ của vị tướng Tổng tham mưu trưởng qua cuốn nhật ký của mình: "Moltke [...] luôn theo sát bộ tham mưu của ông, và lúc nào cũng ân cần với tất cả chúng ta. Không ai phải nghe một lời nói nặng từ ông trong toàn bộ chiến dịch..." Theo Vernois, Moltke luôn "mộc mạc, vui tươi và khiêm tốn" với các thuộc cấp của mình. "Chúng tôi đều hạnh phúc được ở cùng với ông, đồng thời tuyệt đối yêu mến và tôn sùng ông. Nhưng bên ngoài phe nhóm nhỏ của chúng tôi, người ta chỉ có một thứ cảm xúc duy nhất và đó là sự thán phục đối với ông; ai cũng nói ông là một nhân cách lý tưởng mẫu mực".

## Những năm cuối đời
Hai ngày sau khi Metz thất thủ, vua Phổ phong cho von Moltke hàm Bá tước (Graf) ngày 29 tháng 10 năm 1870 để tưởng thưởng cho những cống hiến của ông nói chung và đại thắng Sedan nói chung nói riêng. Chưa hết, vào tháng 6 năm 1871, ông được thăng cấp hàm Thống chế và được nhận một khoản lương thưởng đồ sộ. Không những là một nhà quân sự lớn trong các cuộc chiến của Bismarck, Moltke còn tích cực tham gia chính trị. Trên tư cách là thành viên Đảng Bảo thủ, ông từng hoạt động trong Nghị viện Liên bang Bắc Đức từ năm 1867 cho đến năm 1871, và sau khi nước Đức thống nhất ông là một đại biểu Quốc hội Đức (Reichstag) trong giai đoạn 1871–1891. Từ năm 1872, ông là thành viên Viện Quý tộc Phổ. Các bài phát biểu của ông trước quốc hội, chủ yếu nói về các vấn đề quân sự, được người đời ca ngợi vì sự ngắn gọn và chính xác. Vì "những thành tích đáng khen đối với tổ quốc Đức thống nhất, hồi sinh" (Verdienste um das zur Einheit wiedergeborene Deutsche Vaterland), ông được tặng danh hiệu Công dân Danh dự thành phố Hamburg năm 1871.
Moltke còn được phong danh hiệu Công dân Danh dự của các thành phố sau (xếp theo bảng chữ cái): Aachen (tháng 10 năm 1890), Berlin (16 tháng 3 năm 1871), Bremen (1871), Dresden (11 tháng 7 năm 1871), Görlitz (1871), Kolberg (1866), Köln (9 tháng 6 năm 1879), Lübeck (1871), Magdeburg (1870), München (1890) và Parchim (4 tháng 5 năm 1867).

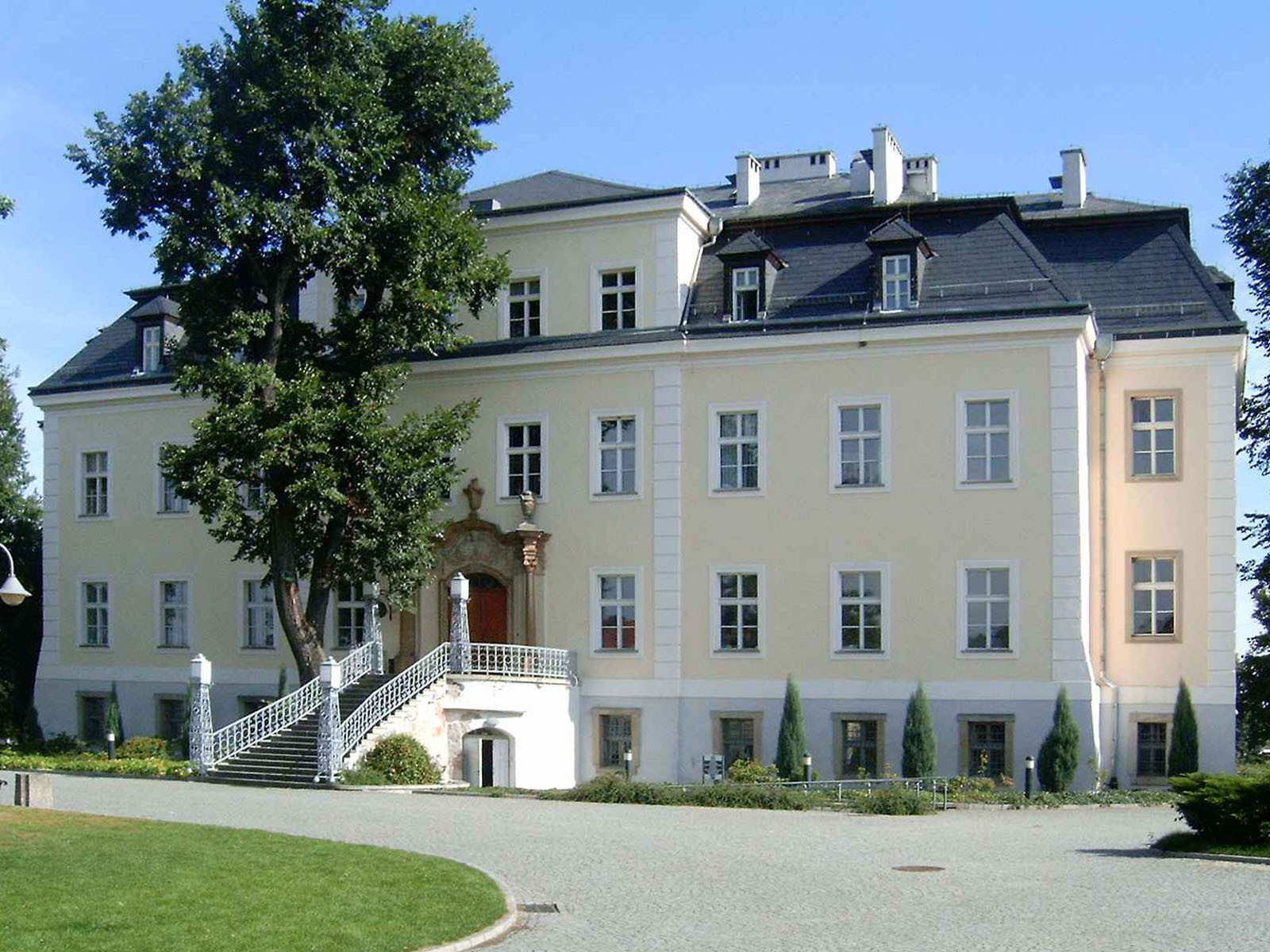
Dinh Moltke tại Kreisau, nay là Krzyżowa, năm 2005

Trong thời bình, thống chế Moltke tiếp tục dốc sức củng cố thực lực của quân đội Đức. Ông đã chỉ đạo việc soạn thảo bộ sử chính thức về cuộc Chiến tranh Pháp-Đức. Bộ sử đã được Bộ Tổng tham mưu Đức xuất bản trong giai đoạn từ năm 1874 cho đến năm 1881. Thắng lợi của ông trong các cuộc chiến tranh thống nhất Đức đã đưa ông trở thành một danh nhân và anh hùng dân tộc của nước này. Hơn 50 đài kỷ niệm Moltke đã được dựng lên trên khắp nước Đức vào cuối thế kỷ 19 và đầu thế kỷ 20; một số tượng đài đã bị phá hủy trong và sau Chiến tranh thế giới thứ hai, nhưng nhiều tượng đài vẫn còn tồn tại.
Trong "Cơn Báo động Chiến tranh" năm 1875, Moltke yêu cầu đánh phủ đầu Pháp trước khi họ có thể tái xây dựng lực lượng quân sự của mình. Đối mặt với khả năng xảy ra một cuộc chiến tranh hai mặt trận với Nga và Pháp trong tương lai, vị Tổng tham mưu trưởng luôn chủ trương thực hiện chiến lược tấn công Pháp và phòng ngự với Nga do ông hiểu rằng việc tìm kiếm một thắng lợi quyết định trên những dải đất rộng lớn của Nga là khó thể thực hiện. Nhưng từ năm 1879, trước những diễn tiến mới trong nền quân sự hai nước này, ông đổi sang chiến lược tấn công Nga và phòng ngự với Pháp bằng một lực lượng mỏng hơn. Năm 1880, ông từng xin rời nhiệm sở nhưng bị từ chối. Tám năm sau, ông từ nhiệm vào tháng 8 năm 1888. Ngày 10 tháng 8 năm ấy, Phó Tổng tham mưu trưởng của ông là tướng Alfred von Waldersee được chỉ định làm tân Tổng tham mưu trưởng quân đội Đức. Sinh nhật lần thứ 90 của Moltke vào tháng 10 năm 1890 đã đợc tuyên bố là ngày lễ quốc gia. Cháu trai của ông, Helmuth Johannes Ludwig von Moltke (Moltke Nhỏ), cũng là Tổng tham mưu trưởng từ năm 1906 cho đến khi bị sa thải vào năm 1914 khi chiến lược đánh nhanh thắng nhanh của Đức bị phá sản trong Chiến tranh thế giới thứ nhất.
Cuối đời, vị Thống chế lão thành trở nên bức xúc trước sự ảnh hưởng ngày càng gia tắc của nhóm cận thần hiếu chiến của tân Hoàng đế Wilhelm II. Năm 1890, tại thượng viện Quốc hội Đức, ông lên án phe cánh này bằng lời cảnh báo rằng khi cuộc chiến tranh mà họ trông mong bùng nổ, "độ dài của nó sẽ không thể được lường trước và kết cục của nó sẽ không thể được thấy trước ở bất kỳ nơi nào... và gây thống khổ kẻ đầu tiên châm lửa lên châu Âu...".
Đêm ngày 24 tháng 4 năm 1891, trong một chuyến viếng thăm Berlin, Thống chế Helmuth von Moltke đột ngột từ trần, hưởng thọ 90 tuổi. Lễ quốc tang của ông đã được cử hành theo nghi thức quân đội, và được sự tham dự của hàng nghìn người, trong đó có Hoàng đế Wilhelm II. Mặc dù vậy, Bismarck không có mặt trong lễ tang này. Hàng nghìn binh sĩ, dưới sự chỉ đạo của Hoàng đế, đã hộ tống linh cữu của ông đến Trạm đường sắt Lehrter ở Berlin, và từ đây linh cữu được đưa về Schlesien.
Thi hài của Moltke đã được an táng trong lăng mộ của gia đình tại điền trang Kreisau. Sau Chiến tranh thế giới thứ hai, điền trang đã bị cướp phá khi Kreisau (nau là Krzyżowa, hạt Świdnica) bị sáp nhập vào Ba Lan. Đến giờ, không một mẩu di hào nào của ông được biết là còn tồn tại. Ông được giới sử học đánh giá là người đã định hình ra phương thức chiến tranh của nước Đức thời đế chế. Không những thế, cơ cấu tham mưu và tổ chức quân sự mà ông dày công xây dựng đã trở thành khuôn mẫu cho phần lớn các quân đội trên thế giới ngày nay.

## Danh hiệu và giải thưởng
Đoạn này chứa đựng thông tin từ Wikipedia tiếng Đức
Phổ
- Huân chương Đại bàng Đen, kèm theo dây chuyền và kim cương
- Huân chương Đại bàng Đỏ, Đại Thập tự đính kèm lá sồi và gươm
- Huân chương Vương quyền (Phổ) hạng nhất, đính kèm gươm, dải bang phủ men của Huân chương Đại bàng Đỏ, và lá sồi
- Huân chương Vương thất Hohenzollern, Thập tự Đại Tư lệnh đính kèm gươm, kim cương, và Ngôi sao đính kèm kim cương
- Huân chương Thập tự Xanh, Đại Thập tự đính kèm Ngôi sao, lá sồi, và vương miện gắn kim cương
- Huân chương Thập tự Xanh và Khoa học và Nghệ thuật
- Đại Thập tự Huân chương Thập tự Sắt năm 1870
- Tư lệnh Danh dự Huân chương Thánh Johann
- Giải thưởng Phục vụ
- Huân chương Cứu mạng trên dải ruy-băng

Các bang Đức

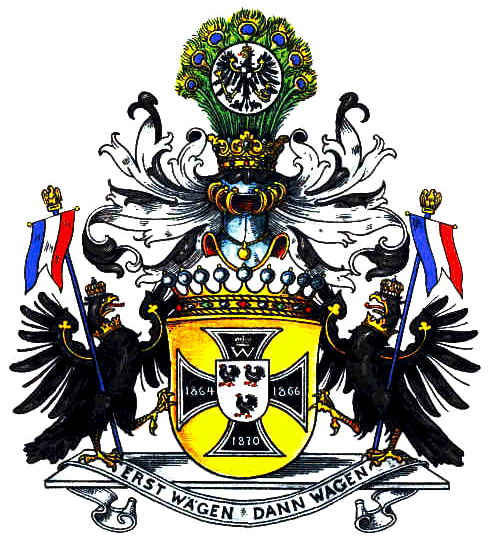
Gia huy dòng họ Bá tước Moltke

- Đại Thập tự Huân chương Gia tộc Albrecht (Anhalt)
- Huân chương Gia tộc Trung kiên (Baden)
- Đại Thập tự Huân chương Quân công Karl Friedrich (Baden)
- Đại Thập tự Huân chương Quân sự Max Joseph (Bayern)
- Đại Thập tự Huân chương Heinrich Sư tử đính kèm gươm báu (Braunchsweig)
- Đại Thập tự Huân chương Ludwig (Hessen)
- Huân chương Quân công (Hessen)
- Huy chương Quân công đính kèm gươm báu (Schaumburg-Lippe)
- Đại Thập tự Huân chương Gia tộc Wenden, đính kèm vương miện vàng và gươm (Mecklenburg-Schwerin)
- Thập tự Quân công (Mecklenburg-Schwerin)hập tự Quân công]] hạng I (Mecklenburg-Schwerin)
- Thập tự vì thành tích trong chiến tranh (Mecklenburg-Strelitz)
- Đại Thập tự Huân chương Gia tộc và Quân công Peter Friedrich Ludwig đính kèm gươm (Oldenburg)
- Huân chương Vương miện Vân hương (Sachsen)
- Đại Thập tự Huân chương Quân sự Thánh Heinrich (Sachsen)
- Đại Thập tự Huân chương Ưng trắng đính kèm gươm (Sachsen-Weimar)
- Đại Thập tự Huân chương Gia tộc Sachsen-Ernest (các công quốc Sachsen)
- Đại Thập tự Huân chương Quân công (Württemberg)
- Đại Thập tự Huân chương Vương quyền (Württemberg)

Khác
- Đại Thập tự Huân chương Leopold (Bỉ)
- Đại Thập tự Bắc Đẩu bội tinh (Pháp)
- Huân chương Santissima Annunziata (Ý)
- Đại Thập tự Huân chương Quân sự Savoia (Ý)
- Đại Thập tự Huân chương Thánh Stephan (Áo-Hung)
- Đại Thập tự Huân chương Leopold (Áo-Hung)
- Đại Thập tự Huân chương Tháp và Kiếm đính kèm dây chuyền (Bồ Đào Nha)
- Huân chương Thánh Andrei (Nga)
- Huân chương Thánh Aleksandr Nevsky đính kèm kim cương (Nga)
- Huân chương Đại bàng Trắng (Nga)Huân chương Đại bàng Trắng (Nga)
- Huân chương Thánh Anna hạng I (Nga)
- Huân chương Thánh Georghy hạng II (Nga)
- Huân chương Vương tộc Seraphim (Thụy Điển)
- Đại Thập tự Huân chương Bạch tượng (Xiêm La)
- Huy chương Imtiyaz đính kèm kim cương (Thổ Nhĩ Kỳ)
- Huân chương Medjidie hạng I (Thổ Nhĩ Kỳ)
- Thanh gươm Vinh danh (Thổ Nhĩ Kỳ)

## Phụ chú
1. ↑  Chú ý đến tên gọi của ông: Graf là một tước hiệu, tương đương với Bá tước, chứ không phải là tên riêng hoặc tên lót. Trước năm 1919, tước hiệu nằm ở phía trước tên riêng. Tước hiệu cũ của những người còn sống sau năm 1919 là thành phần trong tên họ, nên nó được gắn sau tên Thánh và không dịch sang ngoại ngữ. Tước vị tương đương với Nữ Bá tước là Gräfin. Chữ lót von trong tên họ cũng là phụ chú cho nguồn gốc quý tộc.
2. ↑  Moltke là tín hữu Kháng cách